# Saint-Aubin-Château-Neuf
 (janvier 2022).
 (janvier 2022).
La mise en forme du texte ne suit pas les recommandations de Wikipédia : il faut le « wikifier ».
Les points d'amélioration suivants sont les cas les plus fréquents. Le détail des points à revoir est peut-être précisé sur la page de discussion.
- Les titres sont pré-formatés par le logiciel. Ils ne sont ni en capitales, ni en gras.
- Le texte ne doit pas être écrit en capitales (les noms de famille non plus), ni en gras, ni en italique, ni en « petit »…
- Le gras n'est utilisé que pour surligner le titre de l'article dans l'introduction, une seule fois.
- L'italique est rarement utilisé : mots en langue étrangère, titres d'œuvres, noms de bateaux, etc.
- Les citations ne sont pas en italique mais en corps de texte normal. Elles sont entourées par des guillemets français : « et ».
- Les listes à puces sont à éviter, des paragraphes rédigés étant largement préférés. Les tableaux sont à réserver à la présentation de données structurées (résultats, etc.).
- Les appels de note de bas de page (petits chiffres en exposant, introduits par l'outil «  Source ») sont à placer entre la fin de phrase et le point final[comme ça].
- Les liens internes (vers d'autres articles de Wikipédia) sont à choisir avec parcimonie. Créez des liens vers des articles approfondissant le sujet. Les termes génériques sans rapport avec le sujet sont à éviter, ainsi que les répétitions de liens vers un même terme.
- Les liens externes sont à placer uniquement dans une section « Liens externes », à la fin de l'article. Ces liens sont à choisir avec parcimonie suivant les règles définies. Si un lien sert de source à l'article, son insertion dans le texte est à faire par les notes de bas de page.
- La présentation des références doit suivre les conventions bibliographiques. Il est recommandé d'utiliser les modèles {{Ouvrage}}, {{Chapitre}}, {{Article}}, {{Lien web}} et/ou {{Bibliographie}}. Le mode d'édition visuel peut mettre en forme automatiquement les références.
- Insérer une infobox (cadre d'informations à droite) n'est pas obligatoire pour parachever la mise en page.

Pour une aide détaillée, merci de consulter Aide:Wikification.
Si vous pensez que ces points ont été résolus, vous pouvez retirer ce bandeau et améliorer la mise en forme d'un autre article.
Pour les articles homonymes, voir Saint-Aubin.
Saint-Aubin-Château-Neuf est une ancienne commune française située dans le département de l'Yonne en région Bourgogne-Franche-Comté, devenue le 1er janvier 2016 une commune déléguée de la commune nouvelle du Val d'Ocre qui inclut Saint-Martin-sur-Ocre.
Le village a gardé en état les bornes médiévales qui marquaient les limites de la paroisse, sur 28 km. Cela constitue une caractéristique rare, voire unique en France.

## Géographie
Saint-Aubin-Château-Neuf est située dans l'Yonne, à 22 kilomètres à l'Ouest d'Auxerre et 10 kilomètres au Nord de Toucy. Paris se situe à 155 km. La commune appartient au canton d'Aillant-sur-Tholon et à l'arrondissement d'Auxerre. Sa superficie est de 25 km2 et son altitude moyenne d'environ 200 mètres.
Le village se trouve dans le creux d'un coteau orienté Sud-Ouest / Nord-Est et qui s'élève d'environ 30 m d'altitude, jusqu'à 250 m d'altitude au sud du village et 230 m d'altitude sur son côté nord. Mais le coteau, dans cette combe, a laissé une butte ou tertre sur lequel le village originel est né, avec une motte ou place forte occupant ce tertre.

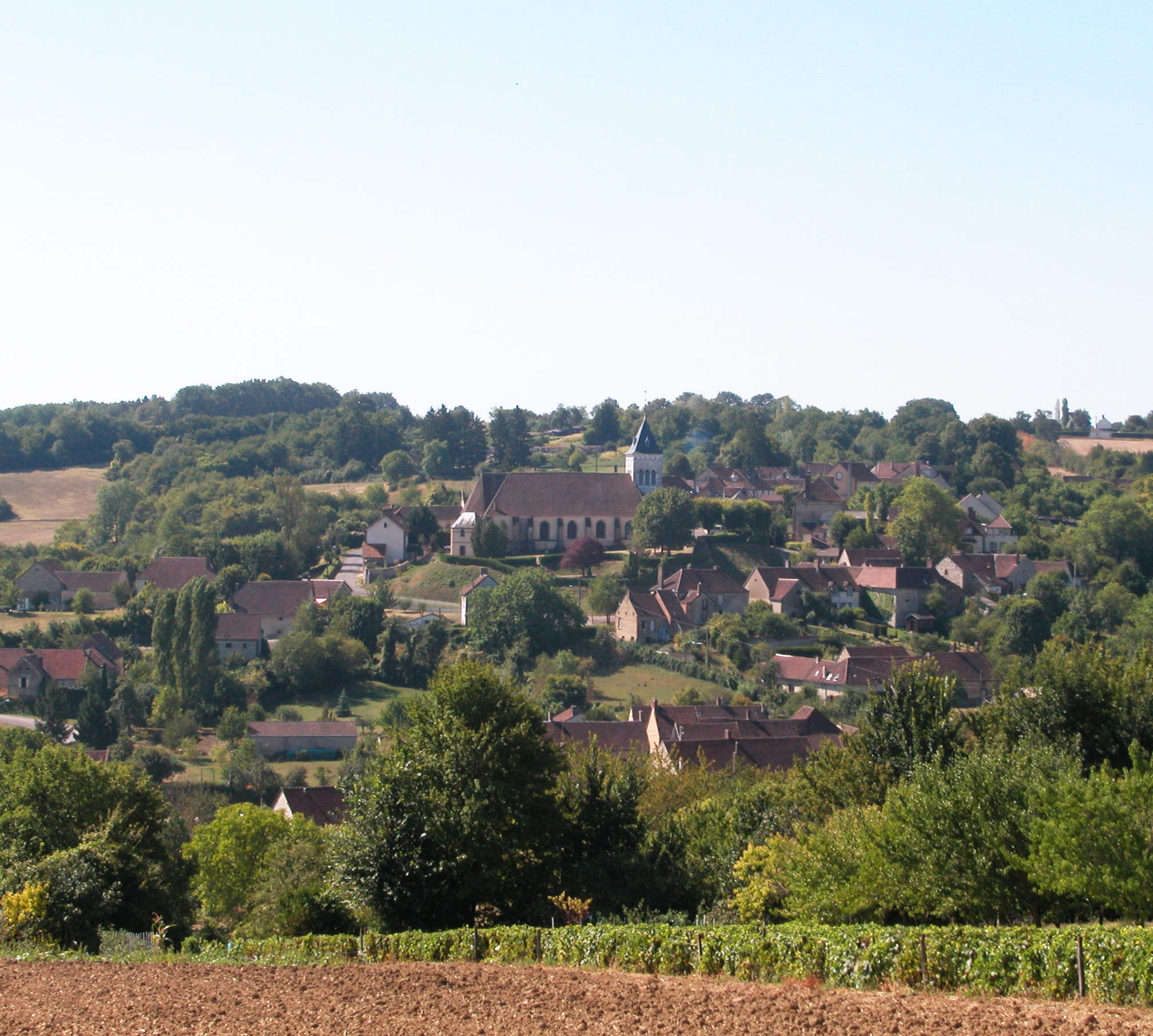
Saint-Aubin sur son tertre, vue du nord depuis le haut du coteau qui se prolonge par la droite jusqu'en arrière-plan
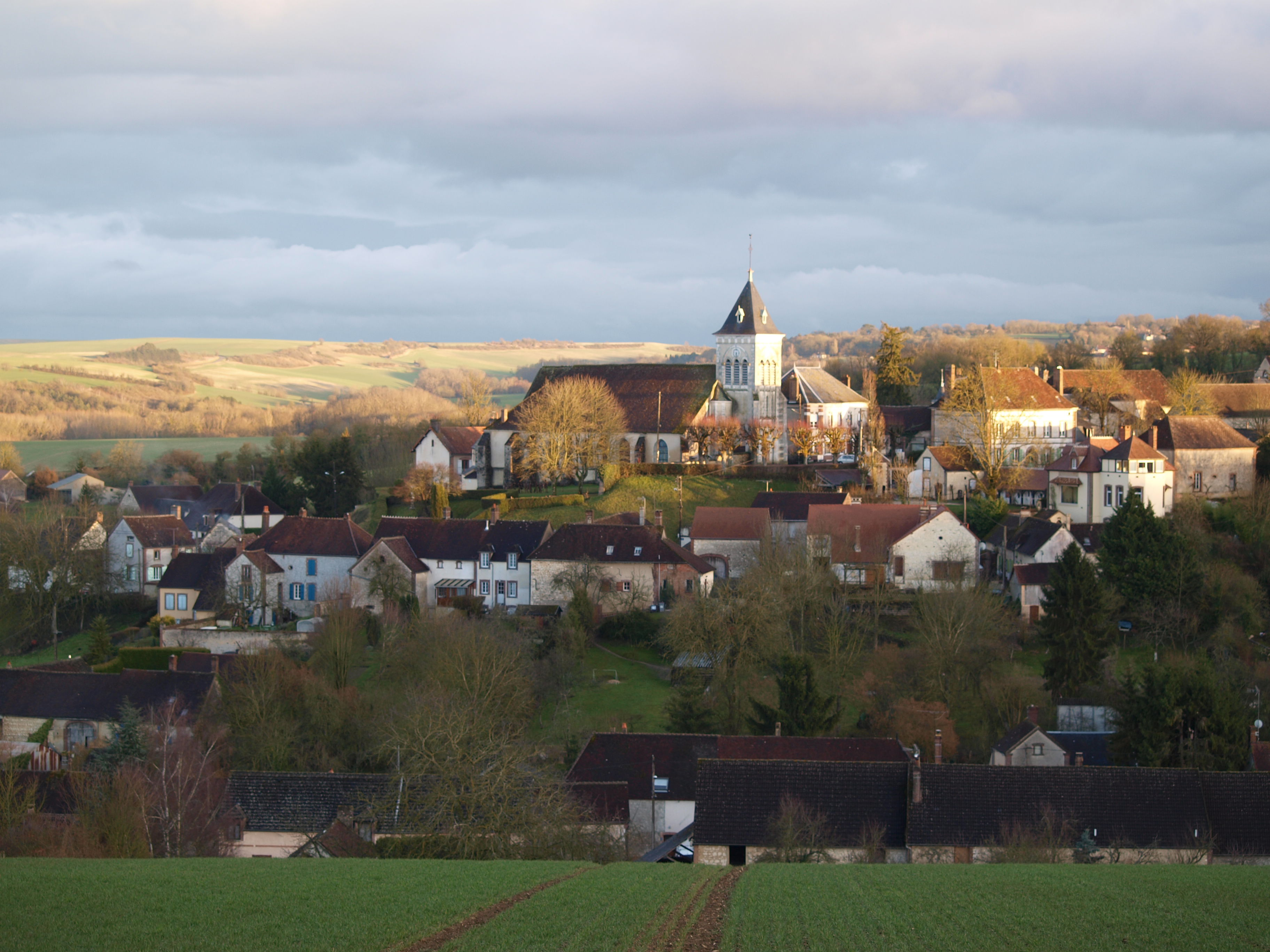
Vue depuis le nord-ouest ; vallée de l'Ocre sur la gauche en arrière-plan

### Voies de communication et transports
Routes locales
Saint-Aubin-Château-Neuf est bordée par la D955 reliant Myennes à 60 km au Sud-Est, près de Cosne-Cours-sur-Loire, dans le nord de la Nièvre (en passant par Toucy, Mézilles, Saint-Fargeau et Saint-Amand) à Joigny à 22 km au Nord-Est (par Aillant-sur-Tholon, Villiers-sur-Tholon et Senan). Cette route est assez bien entretenue et offre les longs tronçons droits caractéristiques des voies antiques importantes, mais n'est plus le grand axe routier d'avant l'utilisation généralisée de la voiture : pour rejoindre Joigny depuis la Loire il est de nos jours plus rapide de passer par Auxerre en empruntant la N151 depuis La Charité-sur-Loire ou la D965 depuis Bonny-sur-Loire.
La D955 contourne le village par l'ouest. Les rues d'accès au village sont quant à elles plutôt étroites.
Le village est aussi desservi par la D99 qui relie Saint-Aubin à Mézilles à 20 km au sud-ouest, la D154 de Saint-Aubin aux Ormes à 5,7 km au nord-ouest, et la D219 de Saint-Aubin à Laduz à 15 km au nord-est (Laduz est à l'est d'Aillant-sur-Tholon).
Routes d'importance nationale
L'entrée-sortie no 19 « Auxerre nord » de l'autoroute A6 est à 25 km à l'est ; celle no 18 de « Sépeaux » est à 20 km au nord.
Train
Les gares à proximité Joigny (18,900 km - 22 min) Auxerre (30,600 km - 30 min) 
Voie aérienne
L'aéroport d'Auxerre - Branches est à 18 km, toujours à l'est.

### Cours d'eau et plans d'eau

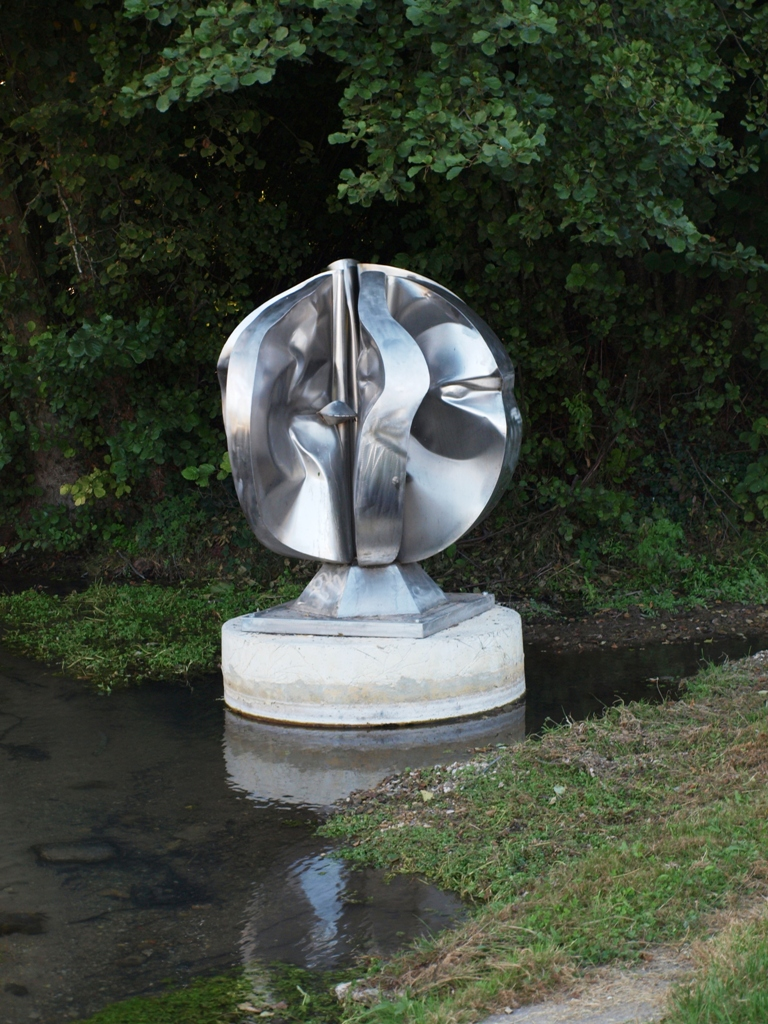
Sur le chemin des Arts, à la source du Petit moulin en bas de la rue de Lampy : Bouquet d'espoir, inox, Alain Vuillemet

L'Ocre, qui arrive sur la commune par Merry-la-Vallée au sud, traverse la commune vers le nord puis vers le nord-est. Elle passe à environ 1 km à l'est du village et y reçoit en rive gauche un ru prenant naissance au Petit moulin et passant par le moulin du Berceau. L'Ocre est un affluent du Tholon, donc un sous-affluent de l'Yonne.
Le Vrin, affluent de l'Yonne, sert de limite de communes sur environ 980 m entre Saint-Aubin et Villiers-Saint-Benoît au sud-ouest, puis traverse la pointe sud-ouest de la commune sur environ 2 km ; après quoi il sépare Saint-Aubin d'avec Sommecaise sur environ 1,3 km avant de quitter définitivement les abords de Saint-Aubin.
Son affluent de rive droite le ru de Charmant traverse la commune sur environ 5,7 km ; il a lui-même un petit affluent en rive droite de 2,7 km de longueur, qui arrose le château Beaurain.
Le ru de Sausson, autre affluent du Vrin en rive droite, prend source sur le plateau à 800 m au nord-ouest de l'église de Saint-Aubin, coule vers le nord-ouest et arrose le château de Froville avant de servir de limite entre Saint-Aubin et la pointe ouest de la commune de Saint-Maurice-Thizouaille.
La rivière souterraine du Puits Bouillant est accessible par un puits dans le village (sur propriété privée). Elle récupère les pertes du Vrin et alimente l'Ocre.

### Divers
Le sentier de grande randonnée GR13 traverse le nord de la commune dans le sens est-ouest.

## Histoire

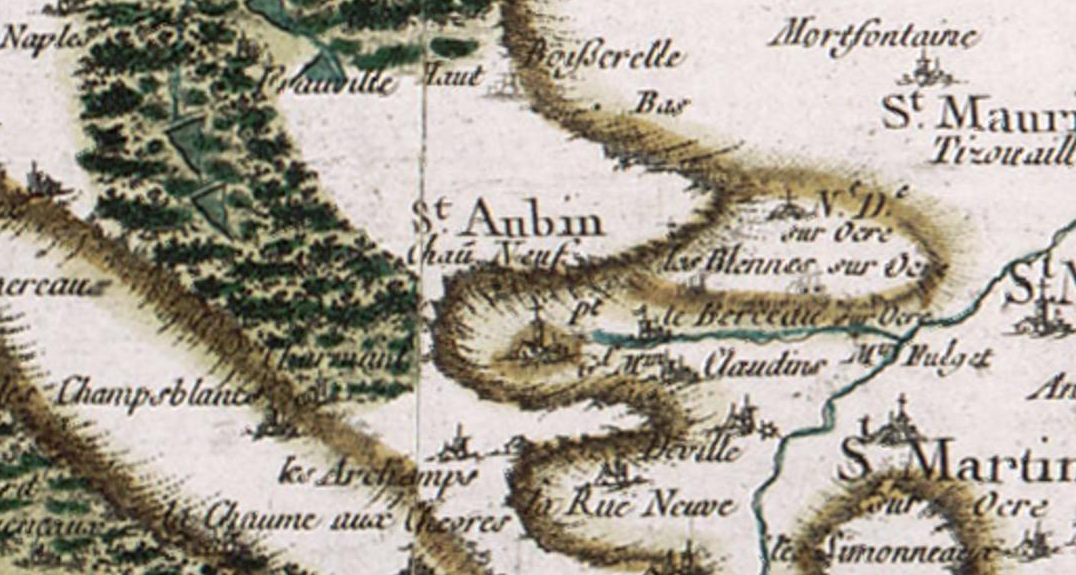
Saint-Aubin sur la carte de Cassini (ca. 1750)

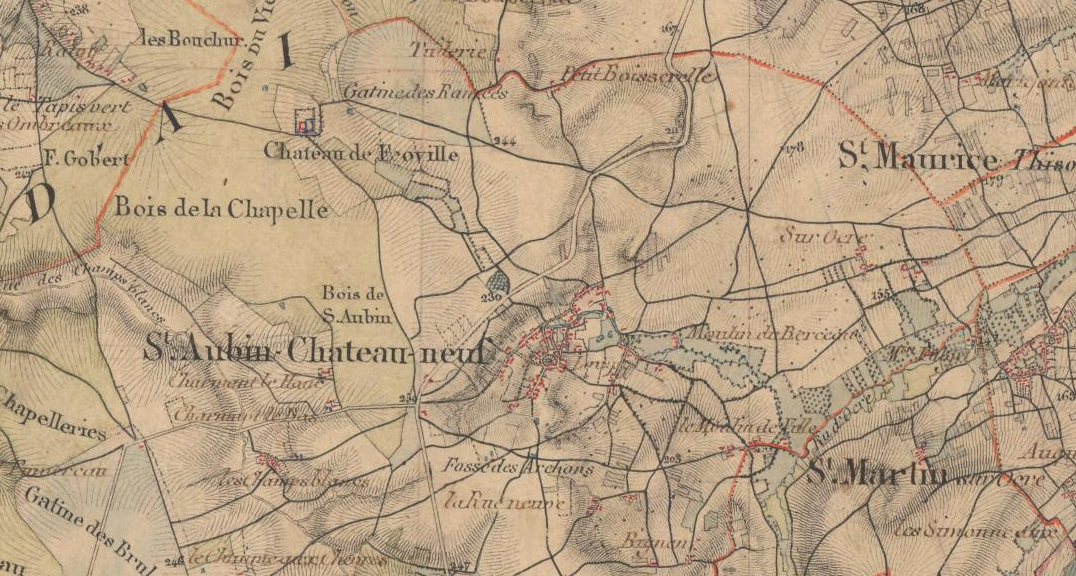
Saint-Aubin sur la carte d'état-major de 1832

La commune de Saint-Aubin est habitée depuis l'âge de la pierre (gros nucleus trouvé sur la commune) et l'époque gauloise. Cette dernière a façonné les noms des hameaux, des lieux.
La motte féodale certainement érigée au IXe siècle fait place à un château en pierre au XIe ou XIIe siècle (d'où l'appellation Château Neuf). Autour de l'église existent des traces d'anciennes fortifications. L'espace compris dans cette enceinte s'appelle le Fort.
Les moines cisterciens du XIIe siècle donnent à la commune les formes que nous lui connaissons (forêts, champs, étangs). Serait-ce eux qui appelèrent Albinus, Sanctus ?
À l'époque, Saint-Aubin est le siège (dit chef-lieu) d'un bailliage dont dépendent les prévôtés de Bâle, de la Racine et Bignon, de Fumerault, de Froville, du Chêne-Simart, de Vennoisse et Mamputeau. Un château se trouvait au lieu-dit de nos jours connu comme le moulin du Berceau, et des forges au lieu-dit Champigny. Fourolles était autrefois un château et une ferme, siège d'une prévôté comprenant quatre hameaux en sus de Fourolles : Beauregard, Meslières, les Quesneaux et les Picards ; l'appel se faisait au bailliage de Sens. Le Petit Fumerault était aussi une prévôté, ressortissant au bailliage de la Ferté-Loupière. Lampy, qui s'appelait Lompy au XVe siècle, était une forge. Meillier ou Meiller, qui existait déjà en 1163, possédait une église ; ce lieu a disparu depuis ,. Vers 1500, Froville est une terre seigneuriale.
Au XVIIIe siècle le plateau à l'ouest et au nord-ouest du village est occupé par une forêt ; la carte de Cassini y montre plusieurs étangs.
Le château de Froville ou Frauville se trouve sur la D154 reliant Saint-Aubin aux Ormes. Au sortir de la guerre de Cent Ans (1337-1453), la Maison de Courtenay a abandonné nombre de ses possessions et le manoir de Froville est ruiné. Les Courtenay le font reconstruire fin XVe siècle ou début XVIe siècle. La demeure est donnée à demi-profit à Étienne Le Loup en novembre 1631[réf. souhaitée].

## Économie
Le village fait partie de trois types de zones IGP, incluant six produits : « Volailles de Bourgogne », « Volailles du Gâtinais », « Moutarde de Bourgogne », vin « Yonne blanc », « Yonne rosé » et « Yonne rouge ».

## Politique et administration

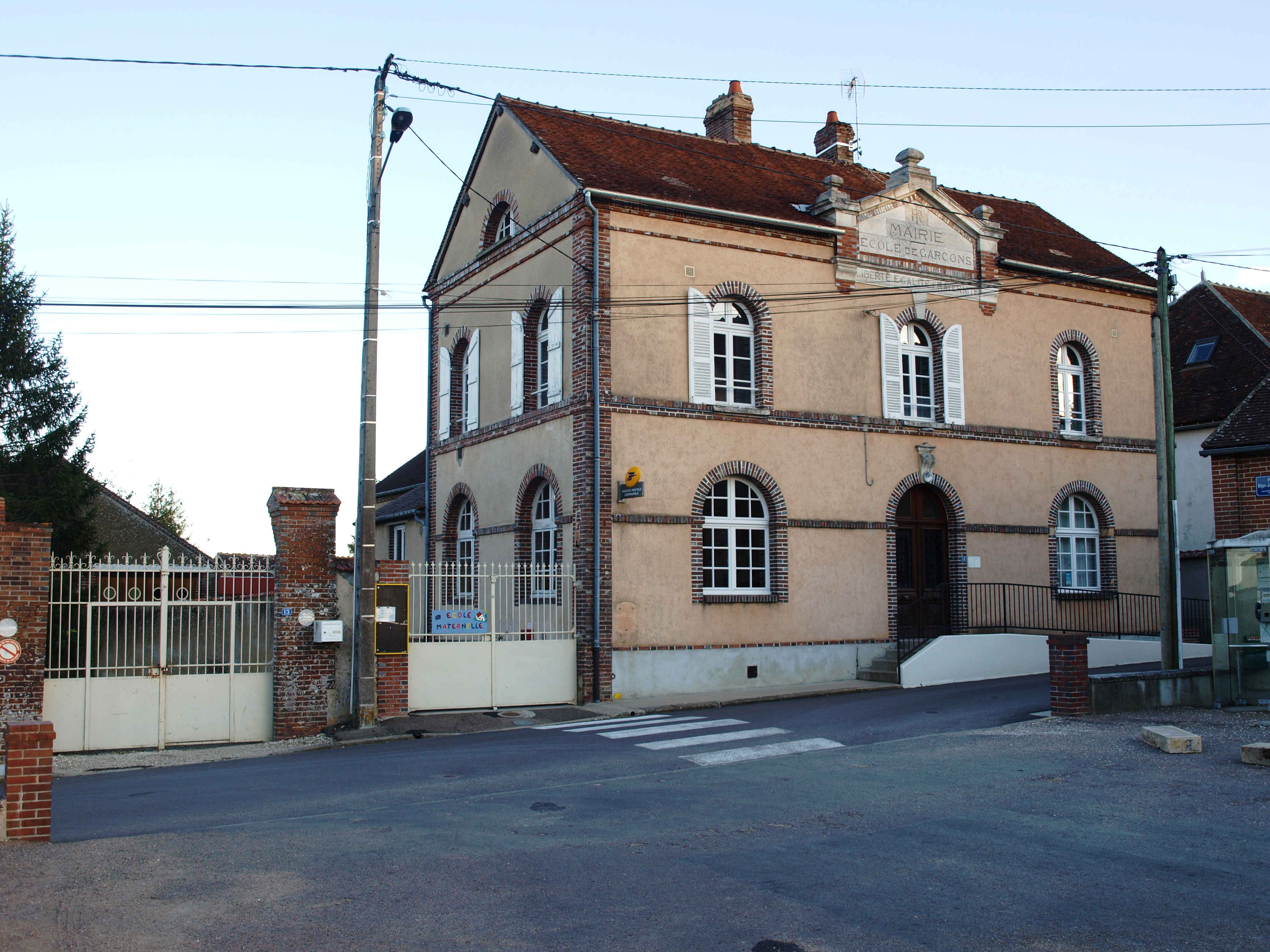
La mairie-école-agence postale.

### Liste des maires
| Période                                  | Période       | Identité         | Étiquette | Qualité |
| ---------------------------------------- | ------------- | ---------------- | --------- | ------- |
| Les données manquantes sont à compléter. |               |                  |           |         |
| 2001                                     | décembre 2015 | Philippe Georges |           |         |

## Démographie
L'évolution du nombre d'habitants est connue à travers les recensements de la population effectués dans la commune depuis 1793. À partir du 1er janvier 2009, les populations légales des communes sont publiées annuellement dans le cadre d'un recensement qui repose désormais sur une collecte d'information annuelle, concernant successivement tous les territoires communaux au cours d'une période de cinq ans. 
Pour les communes de moins de 10 000 habitants, une enquête de recensement portant sur toute la population est réalisée tous les cinq ans, les populations légales des années intermédiaires étant quant à elles estimées par interpolation ou extrapolation. Pour la commune, le premier recensement exhaustif entrant dans le cadre du nouveau dispositif a été réalisé en 2008,.
En 2013, la commune comptait 517 habitants, en évolution de −0,39 % par rapport à 2008 (Yonne : −0,46 %, France hors Mayotte : +2,49 %).
| 1793 | 1800 | 1806 | 1821 | 1831 | 1836 | 1841 | 1846  | 1851  |
| ---- | ---- | ---- | ---- | ---- | ---- | ---- | ----- | ----- |
| 978  | 946  | 751  | 869  | 910  | 934  | 972  | 1 013 | 1 131 |

| 1856  | 1861  | 1866  | 1872  | 1876  | 1881  | 1886  | 1891  | 1896 |
| ----- | ----- | ----- | ----- | ----- | ----- | ----- | ----- | ---- |
| 1 114 | 1 171 | 1 149 | 1 111 | 1 083 | 1 050 | 1 032 | 1 023 | 992  |

| 1901 | 1906 | 1911 | 1921 | 1926 | 1931 | 1936 | 1946 | 1954 |
| ---- | ---- | ---- | ---- | ---- | ---- | ---- | ---- | ---- |
| 898  | 855  | 753  | 676  | 667  | 555  | 517  | 559  | 506  |

| 1962 | 1968 | 1975 | 1982 | 1990 | 1999 | 2008 | 2013 | - |
| ---- | ---- | ---- | ---- | ---- | ---- | ---- | ---- | - |
| 483  | 440  | 436  | 455  | 460  | 435  | 519  | 517  | - |

## Équipements et services

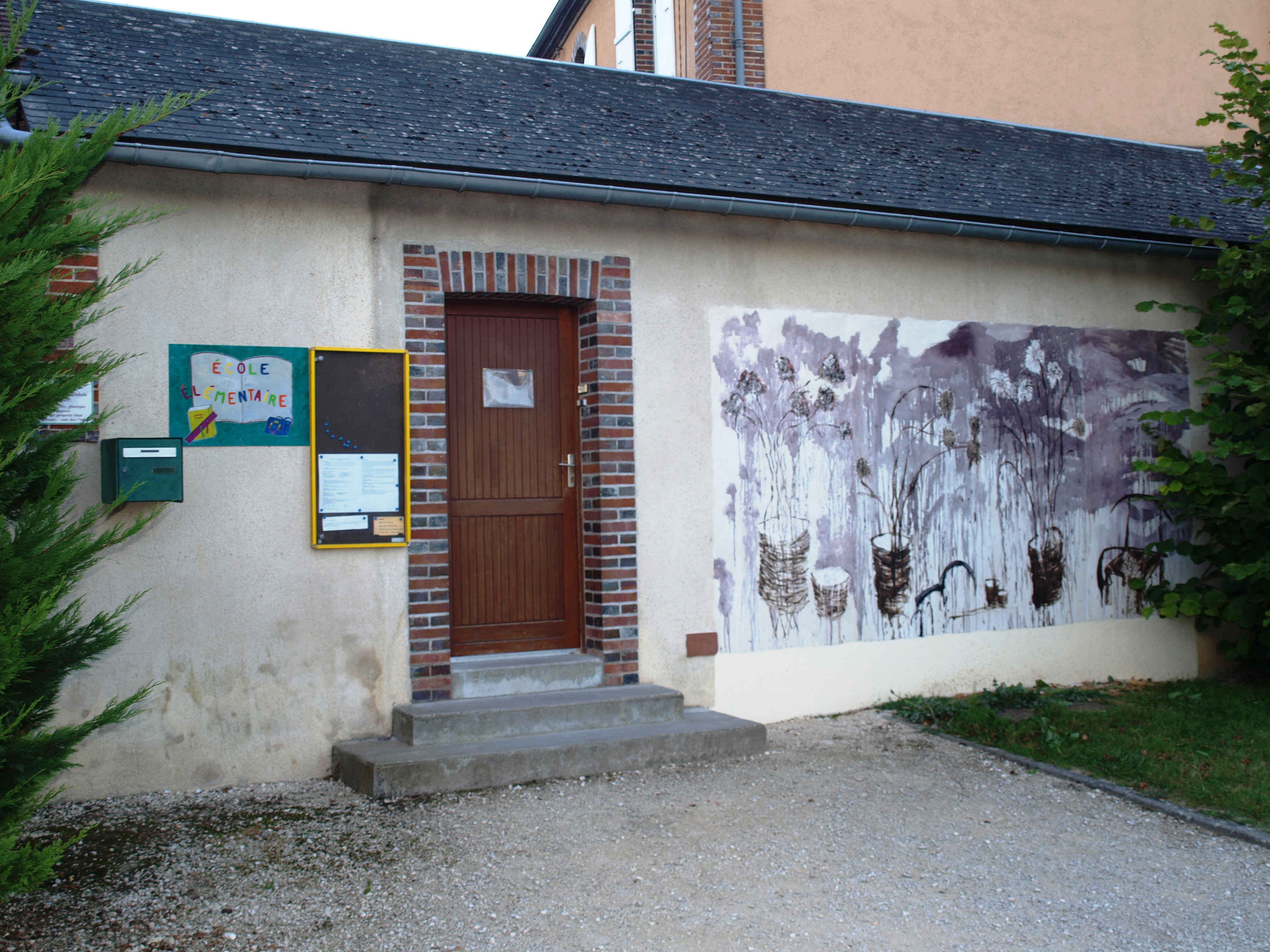
L'école primaire

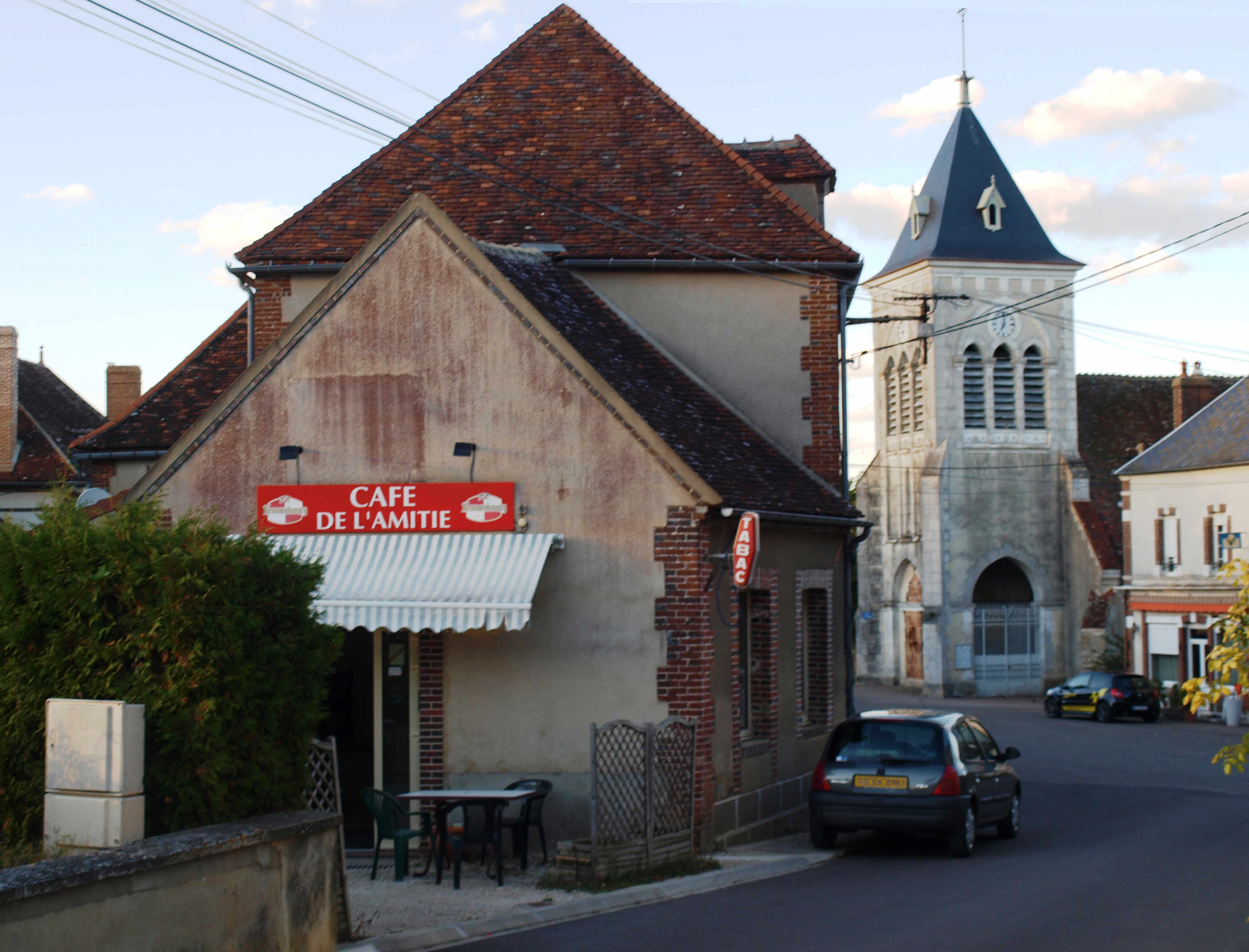
Le café-tabac

Épicerie, café, école primaire. Restaurants « Le Golf du Roncemay » et « Le Vieux Puits » à Aillant-sur-Tholon et « l'Eko » à Bleury.
Hébergements : La commune compte une trentaine de lits répartis entre chambres d'hôtes dont celle des  "Champs Blancs", gîtes privés et le gîte communal au Moulin du Berceau,.

## Fêtes
Pique-nique-concerts durant tout l'été.
Parcours des arts dans les rues du village, construit sur une motte féodale.

Curiosités
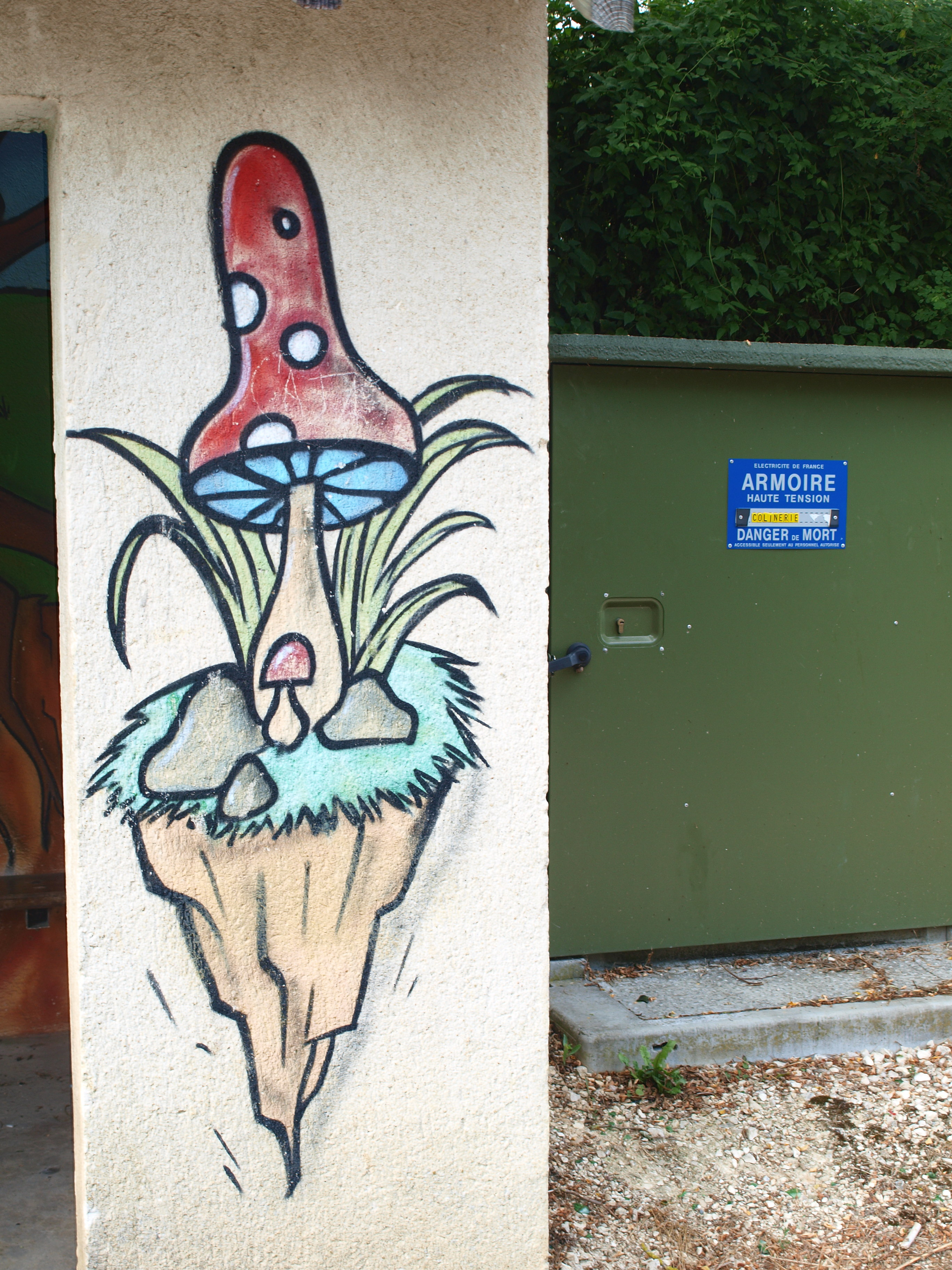
Mural près du transformateur
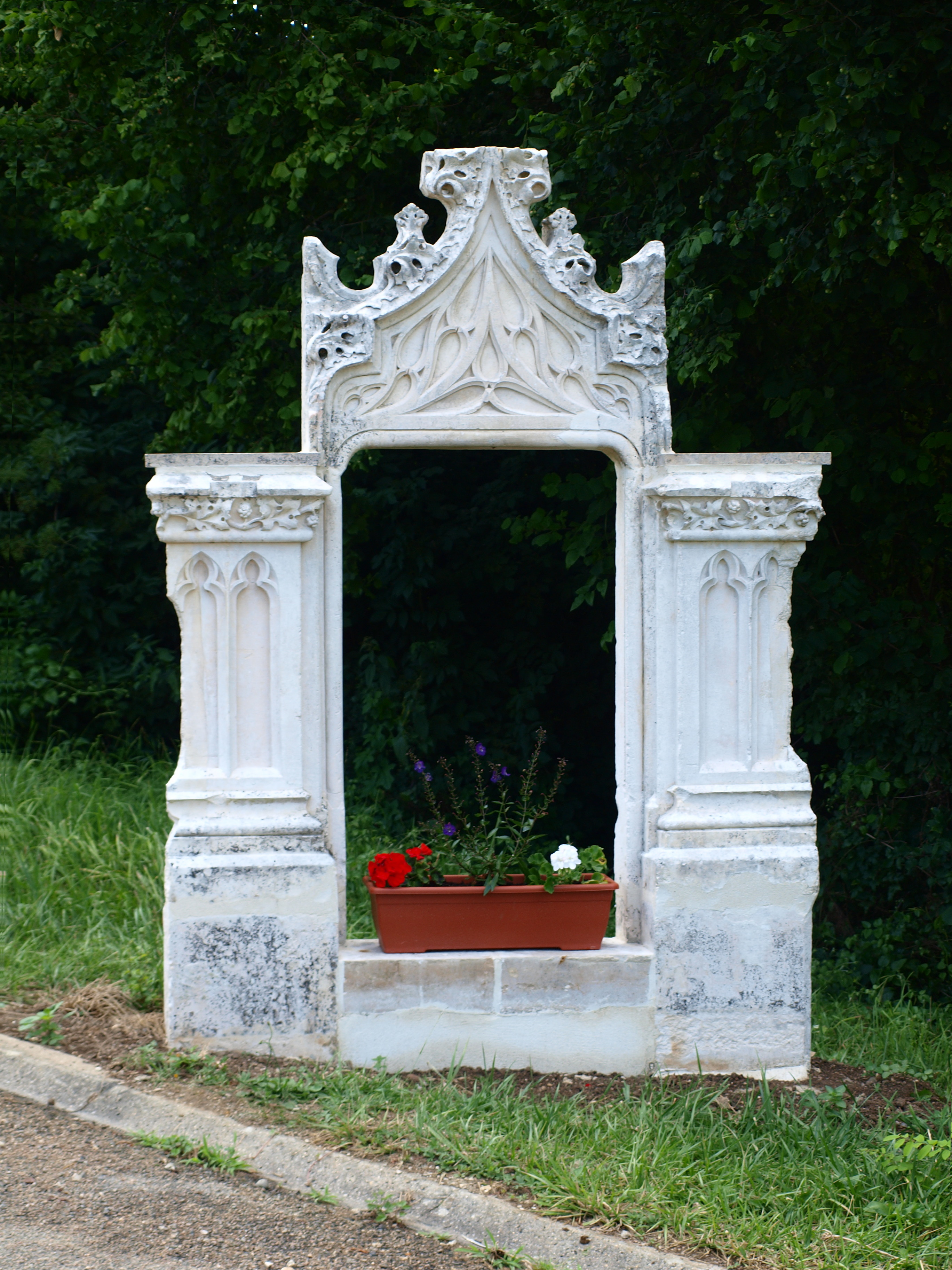
Fenêtre post-gothique
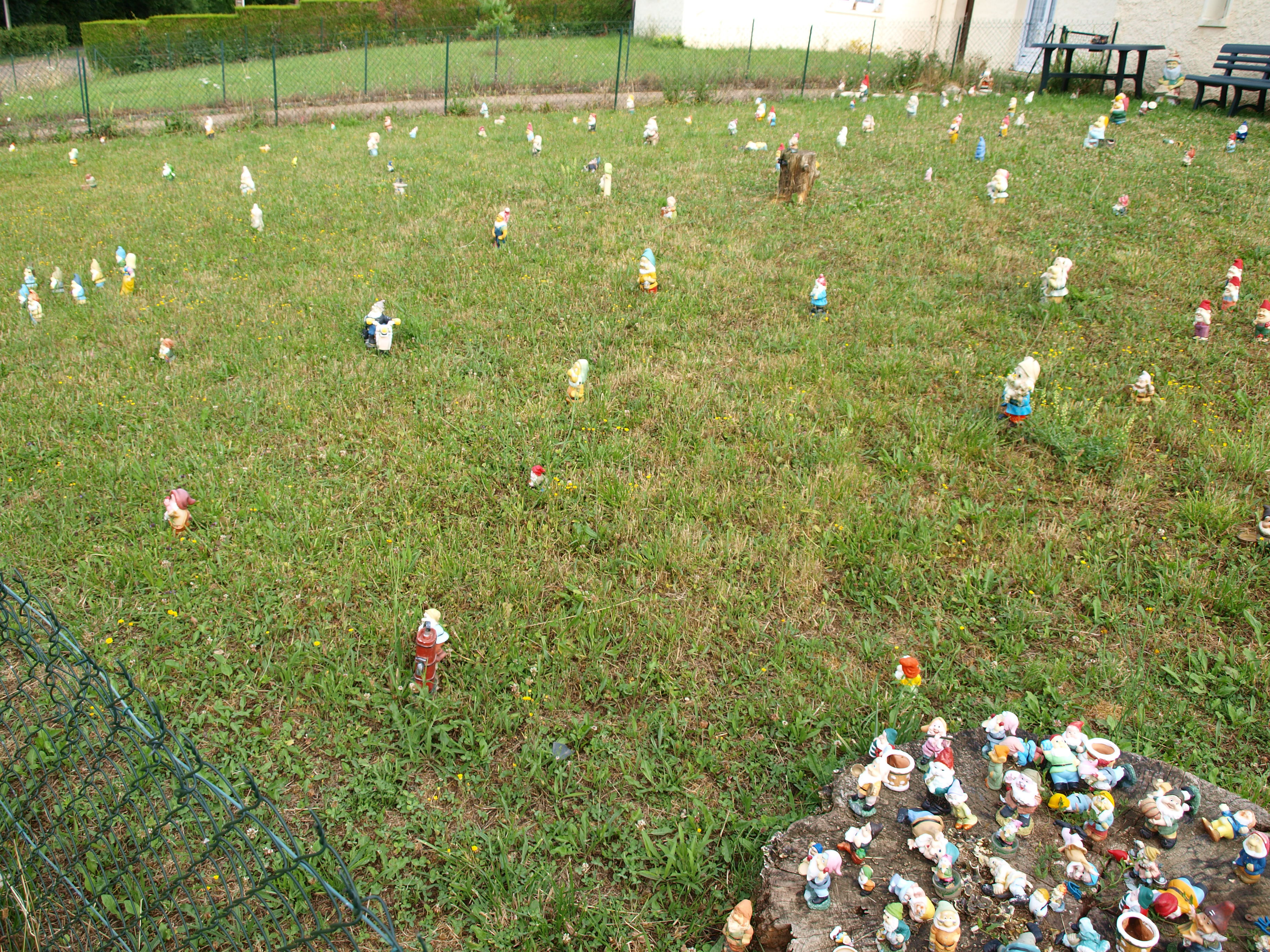
Élevage de nains de jardins ?

## Patrimoine: Lieux, Monuments et Richesses culturelles

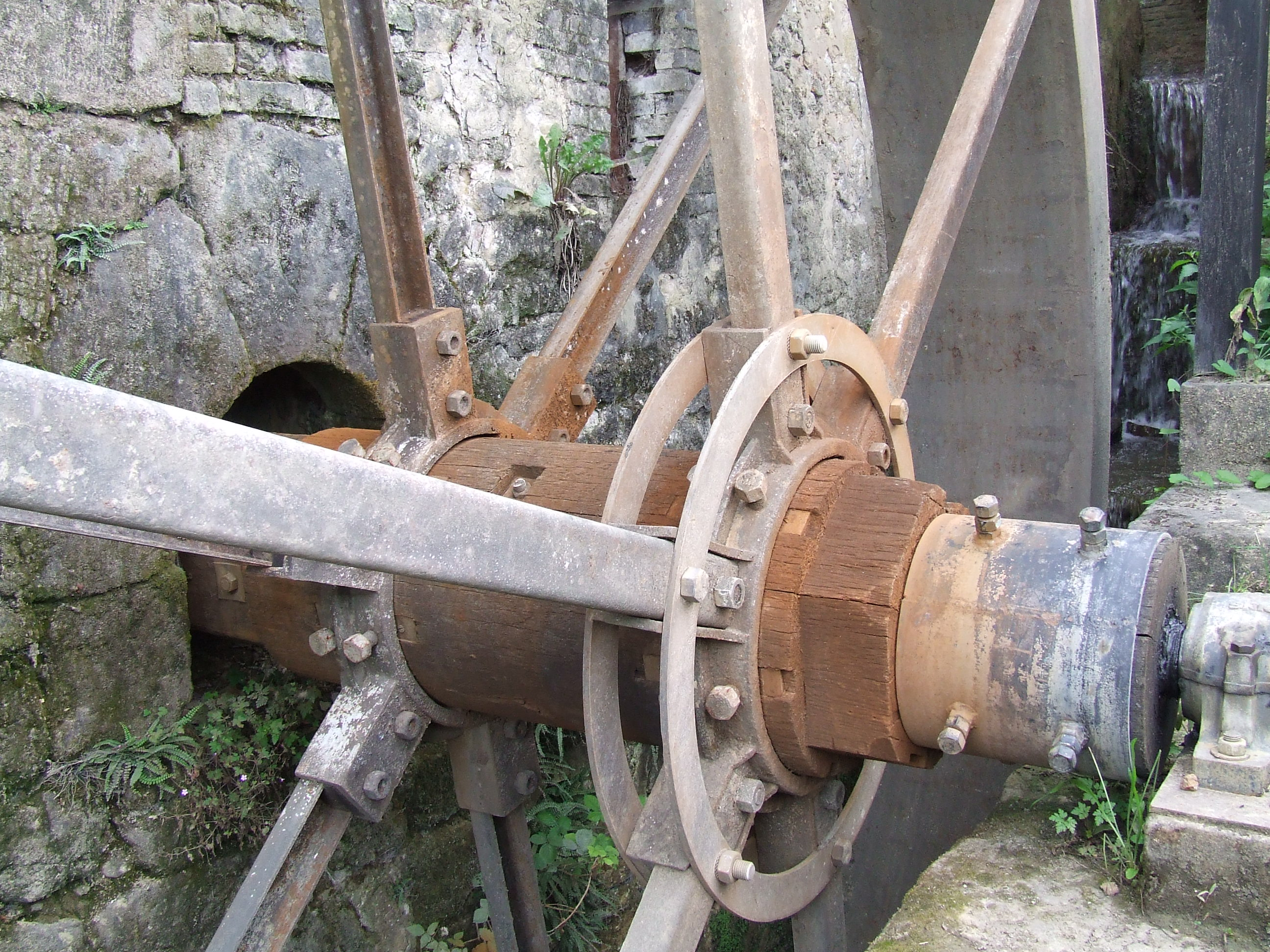
Moyeu de la nouvelle roue du moulin du Berceau

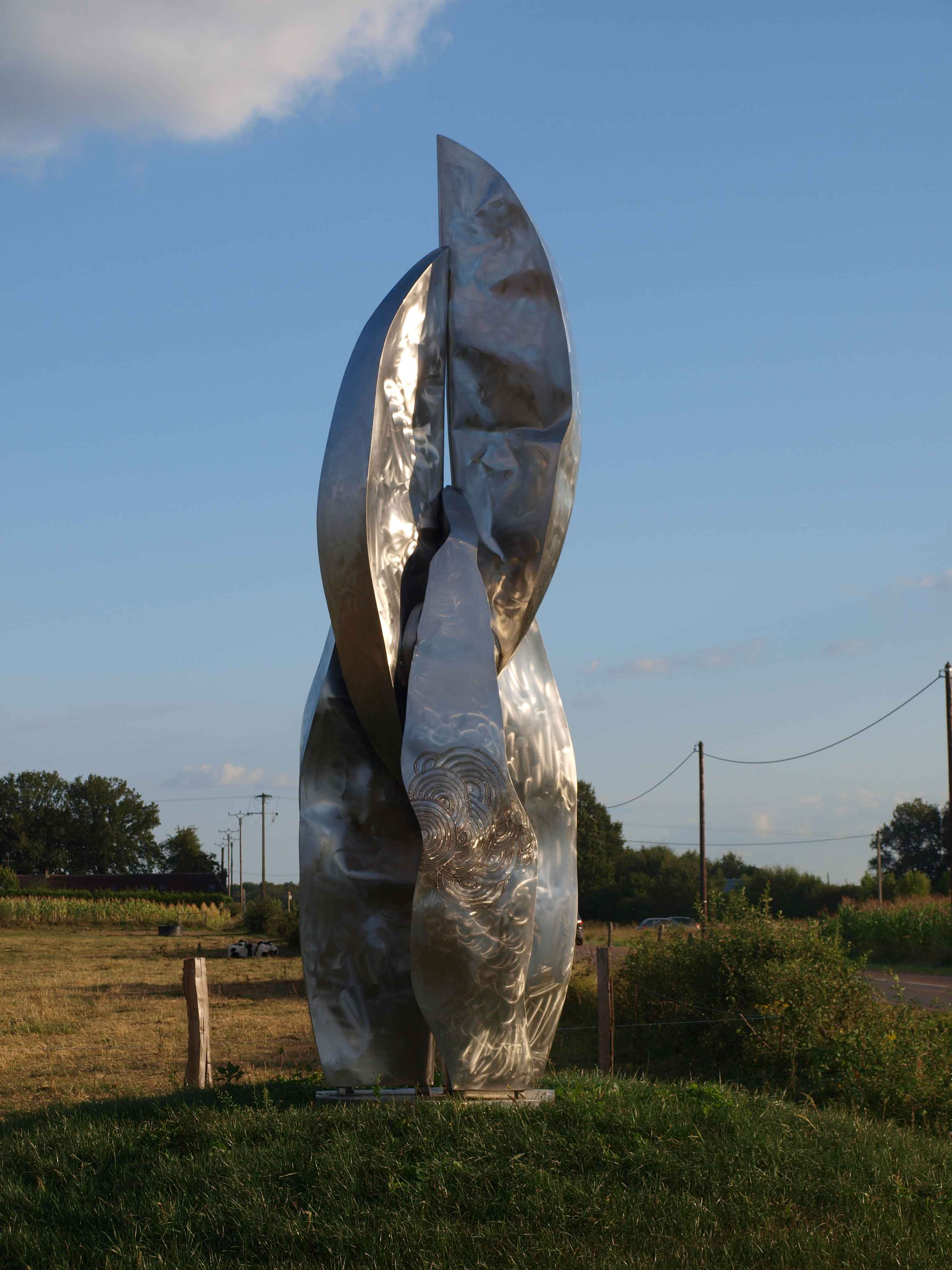
Menhir 2100,
par Alain Vuillemet
Hameau des Placeaux, D955

- Le moulin du Berceau[25] : racheté par la commune, des bénévoles de l'association Les Amis du Moulin de Berceau[26] ont reconstruit le bief puis ont installé une nouvelle roue. Le moulin héberge de nombreux événements dans un cadre rare et encore[Quand ?] authentique ; un documentaire sur Napoléon y a été tourné durant l'été 2005.
- Lavoirs

Deux lavoirs existaient sur la commune : le lavoir de Lampi et celui de Beausseron. De nos jours[Quand ?] la carte d'état-major ne montre plus que celui de la rue de Lampi.

Lavoir de la rue de Lampi
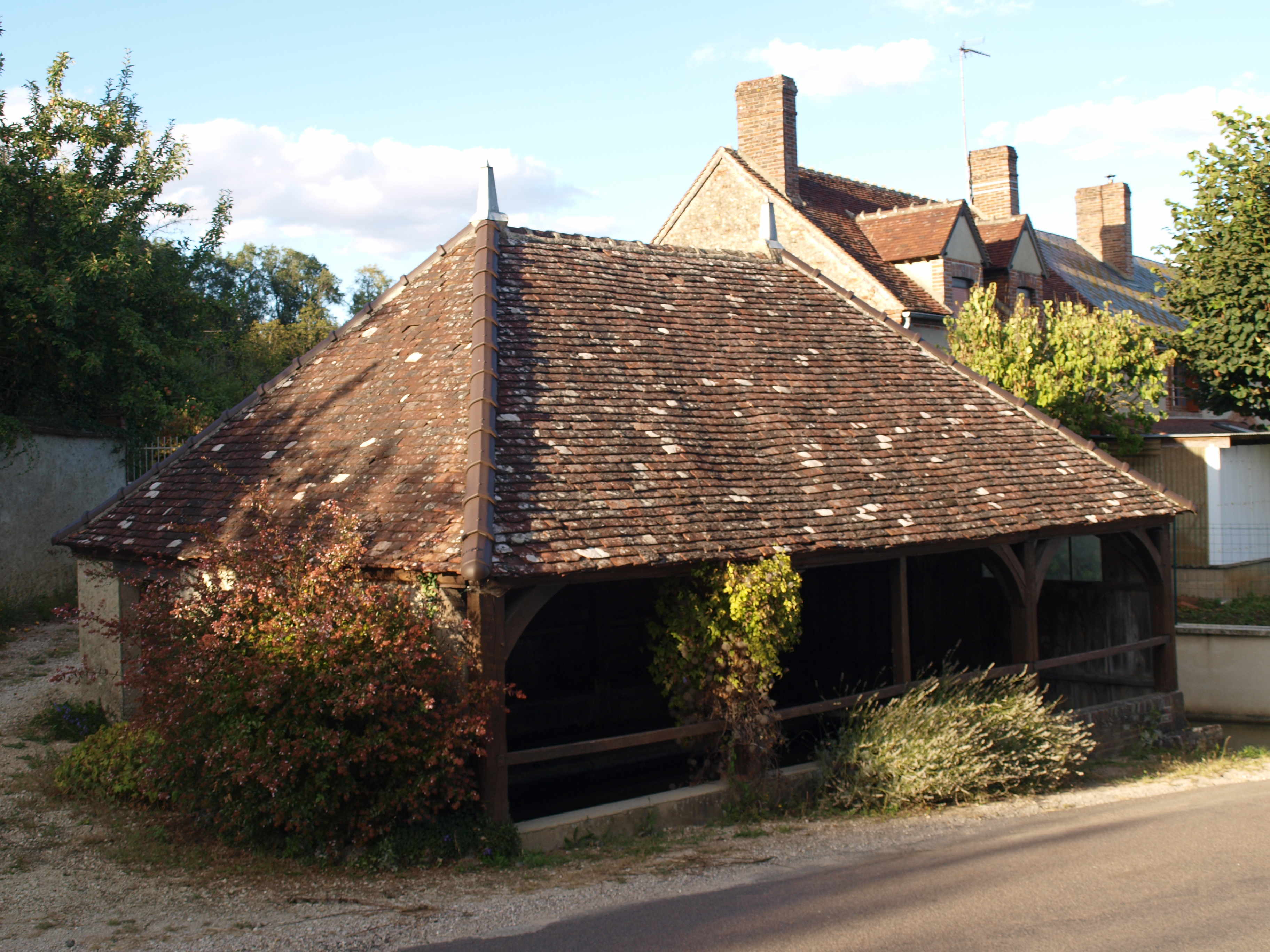
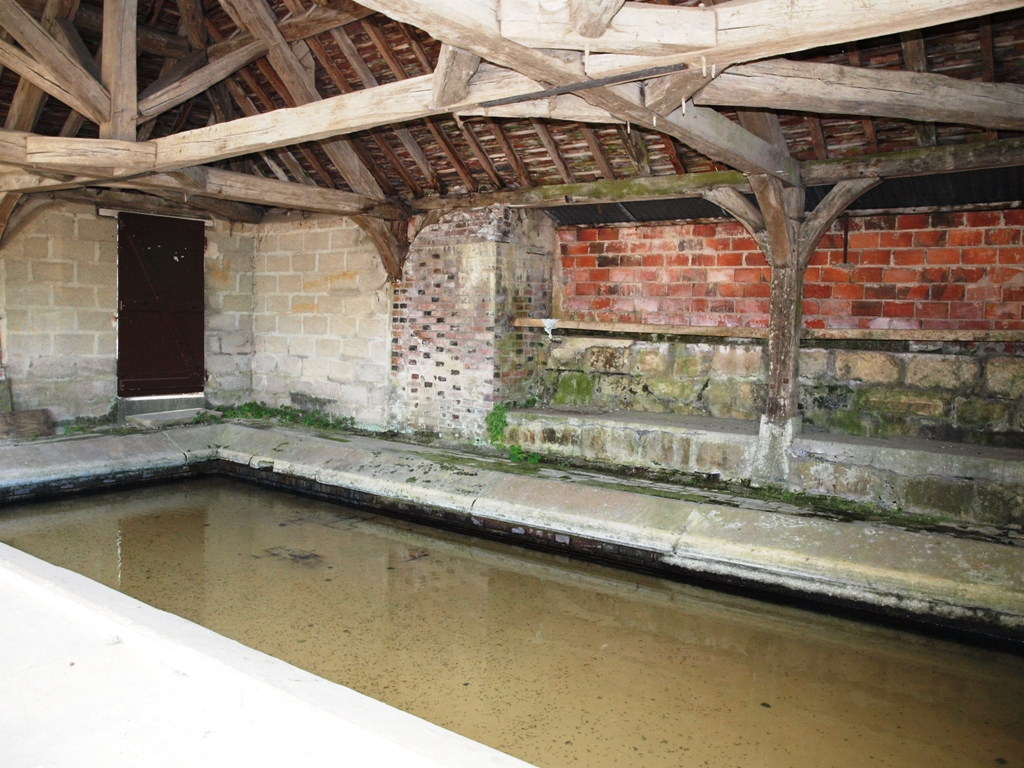

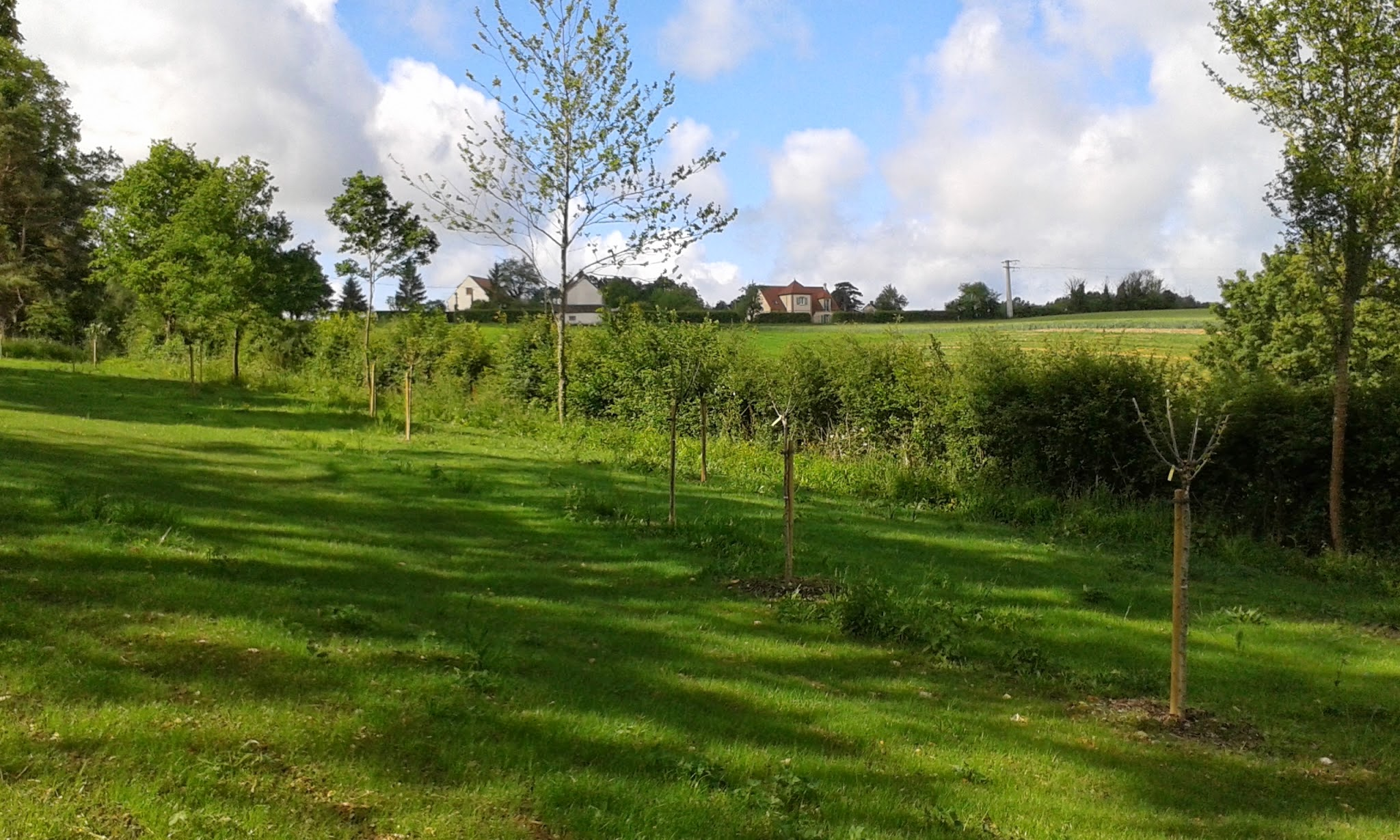
Verger

- Le Puits Bouillant : c'est un accès à la rivière souterraine du Puits Bouillant, dans une cavité dont la longueur connue est de 2 115 mètres[27], accessible seulement à des personnes pratiquant la spéléologie régulièrement (prendre contact avec un club de spéléologie pour la visiter). Puits, rivière et cavité ont été explorés exhaustivement au XIXe siècle par l'hydraulicien Aristide Beguine, qui a obtenu un permis d'exploitation en 1887 et a installé au fond du puits un bélier hydraulique pour faire remonter l'eau en surface[28]. L'accès en est réglementé par une convention entre le CDS89 et le propriétaire.
- Le verger de Saint-Aubin[29] : la commune de Saint Aubin Château neuf souhaitait créer un verger conservatoire sur un terrain disponible derrière le musée Jean Larcena. Une association animée par des passionnés a vu le jour pour en faire un lieu de partage.

- Le Chemin des Arts[30] : cette promenade originale aux détours des rues et des chemins propose de découvrir trente œuvres d'artistes disséminées sur son parcours[31],[32].

Saint-Aubin-Château-Neuf : le Chemin des Arts
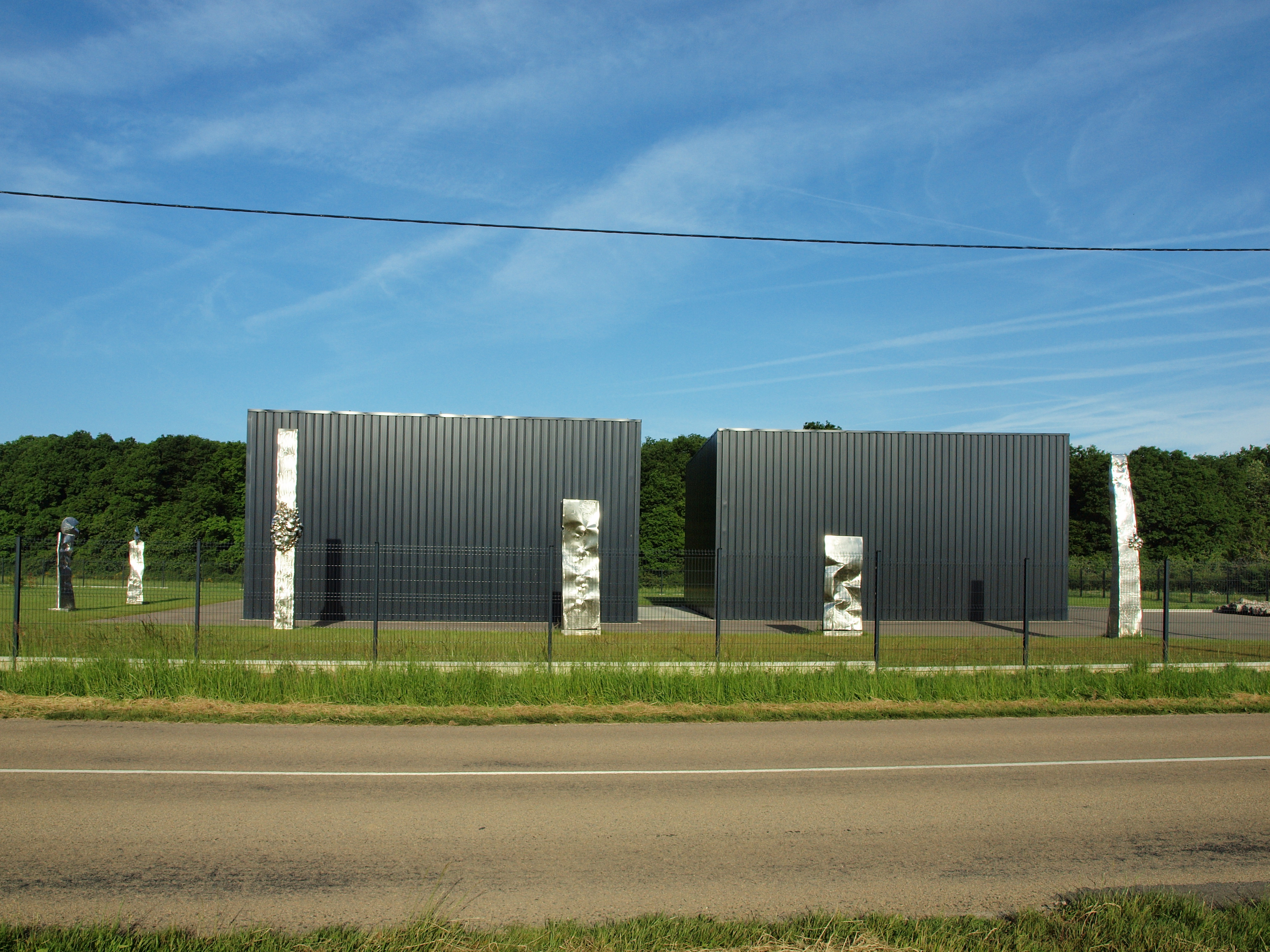
Les Placeaux : bâtiment industriel entouré de sculptures
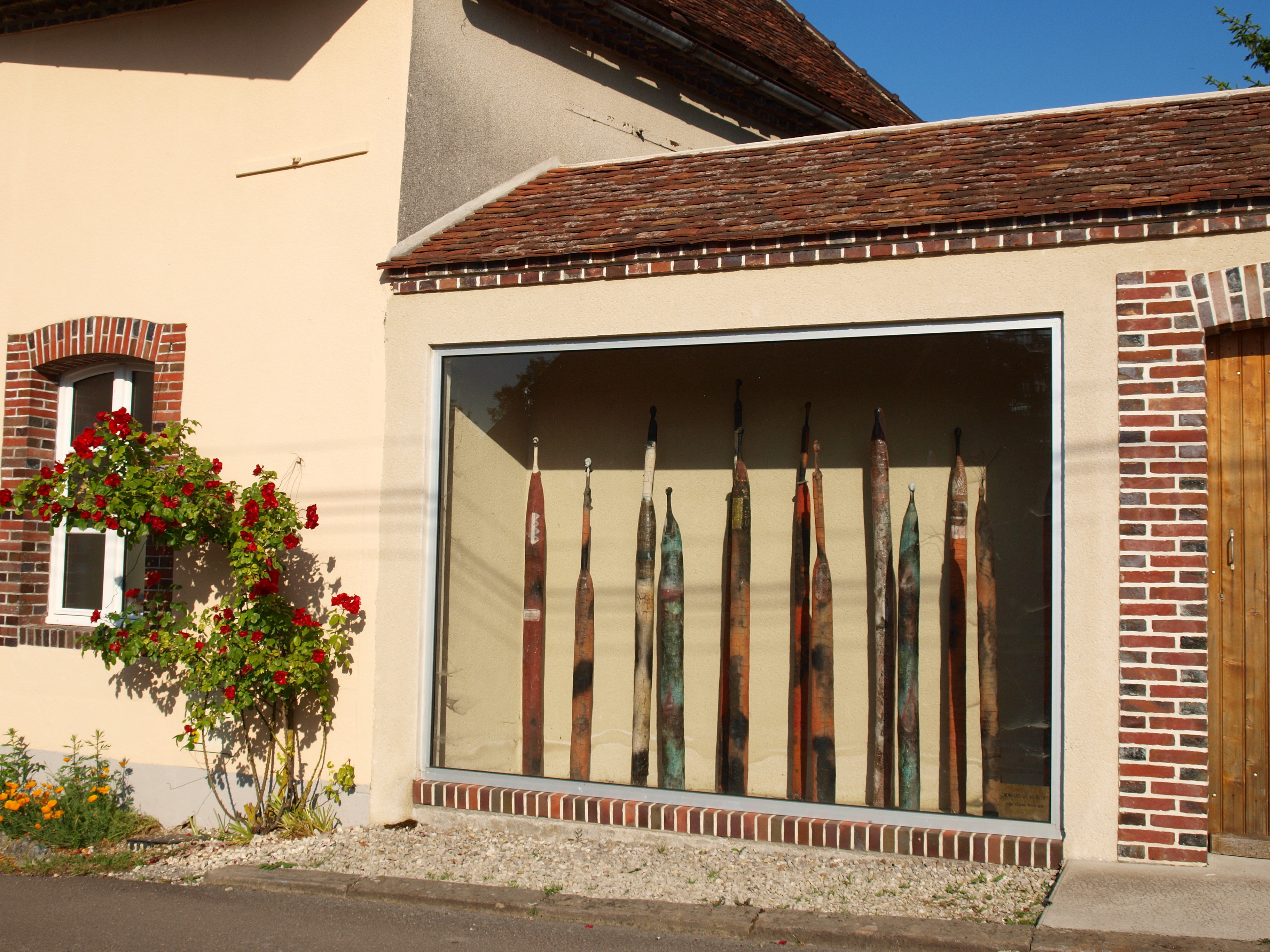
Les Nomades du Nil Bleu, groupe statuaire par Etiyé Dimma Poulsen
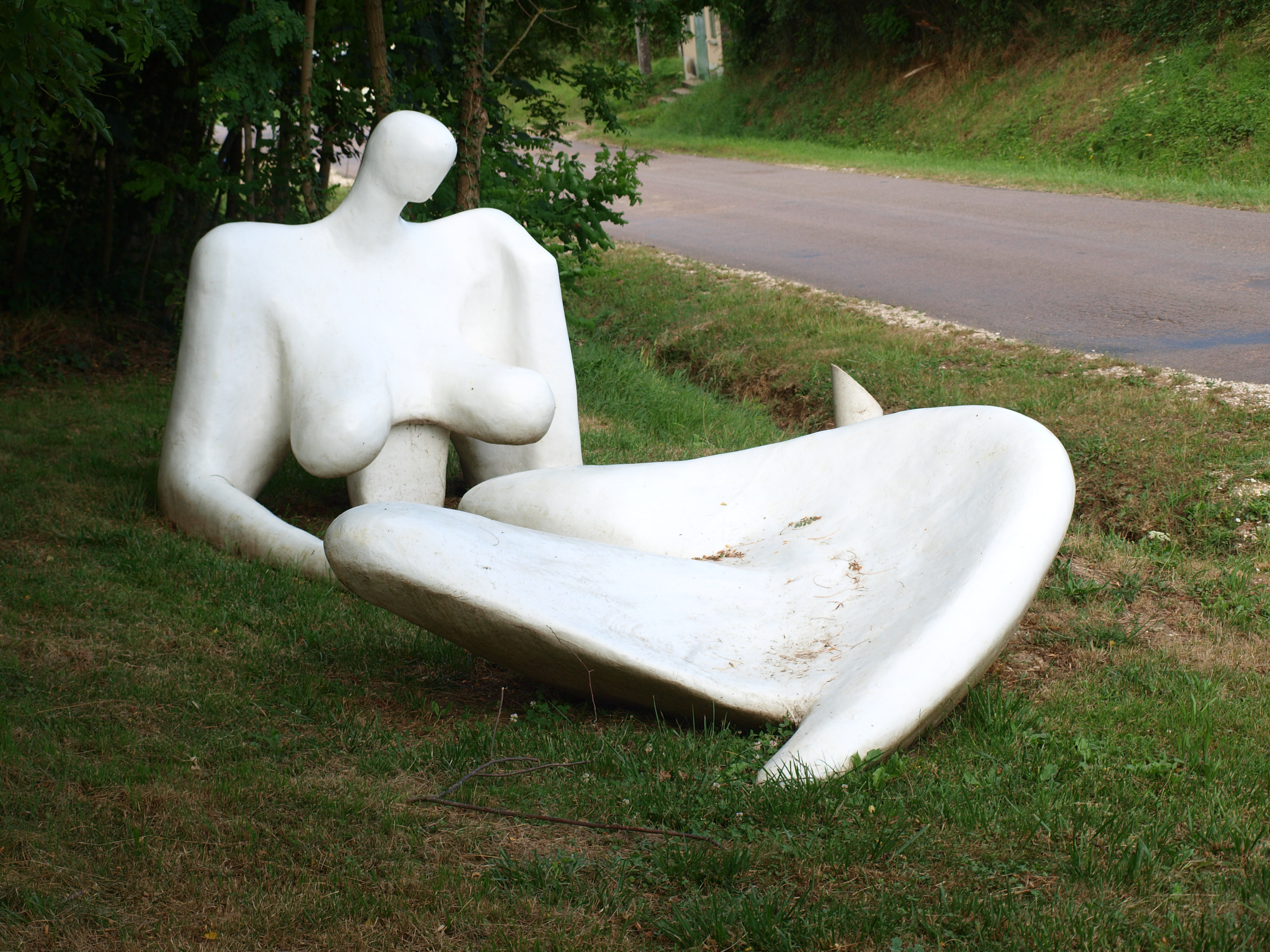
L'Audacieuse, par Serge Saint
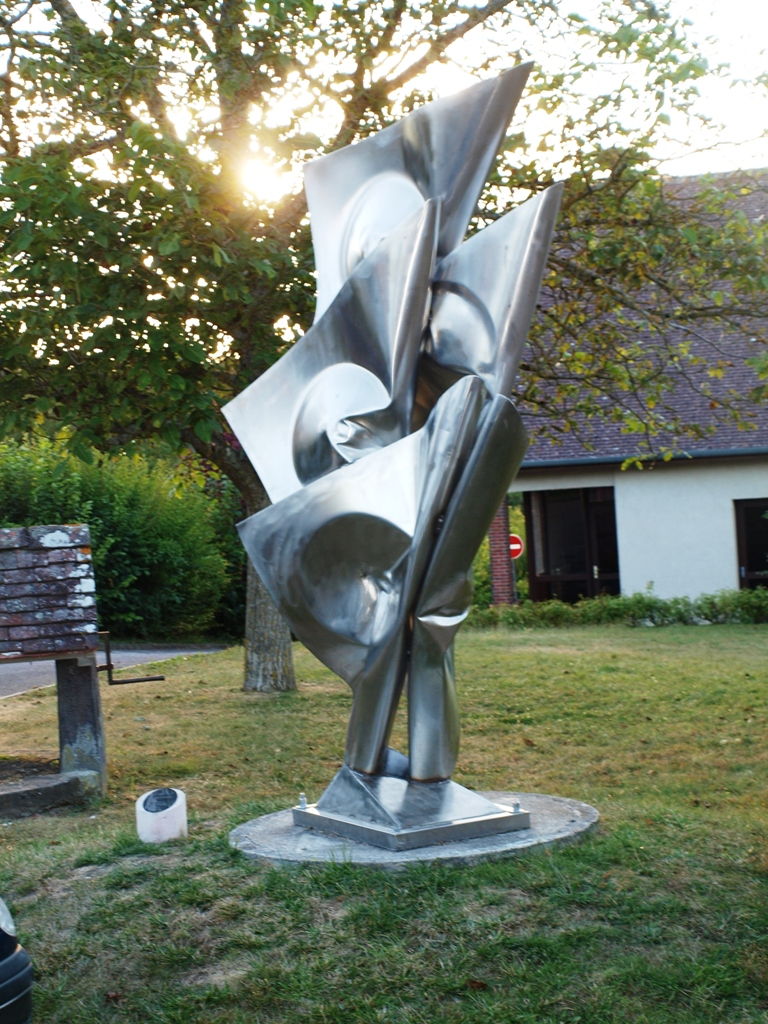
Étendard flamboyant, par Alain Vuillemet
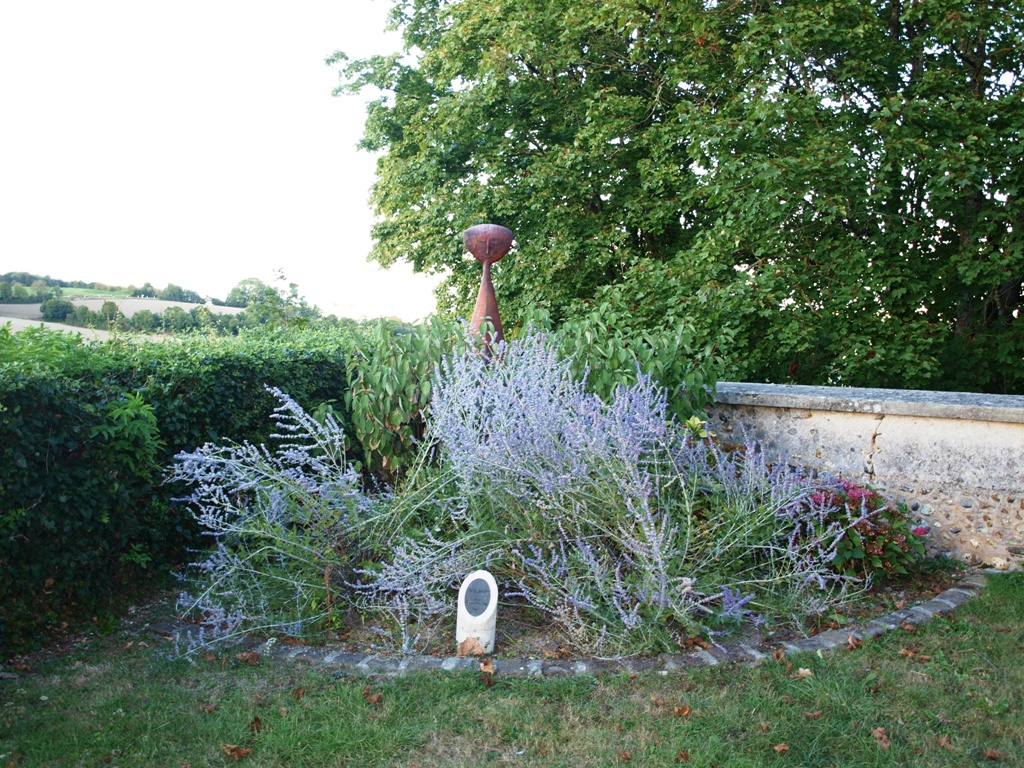
Axoumite, par Etiyé Dimma Poulsen
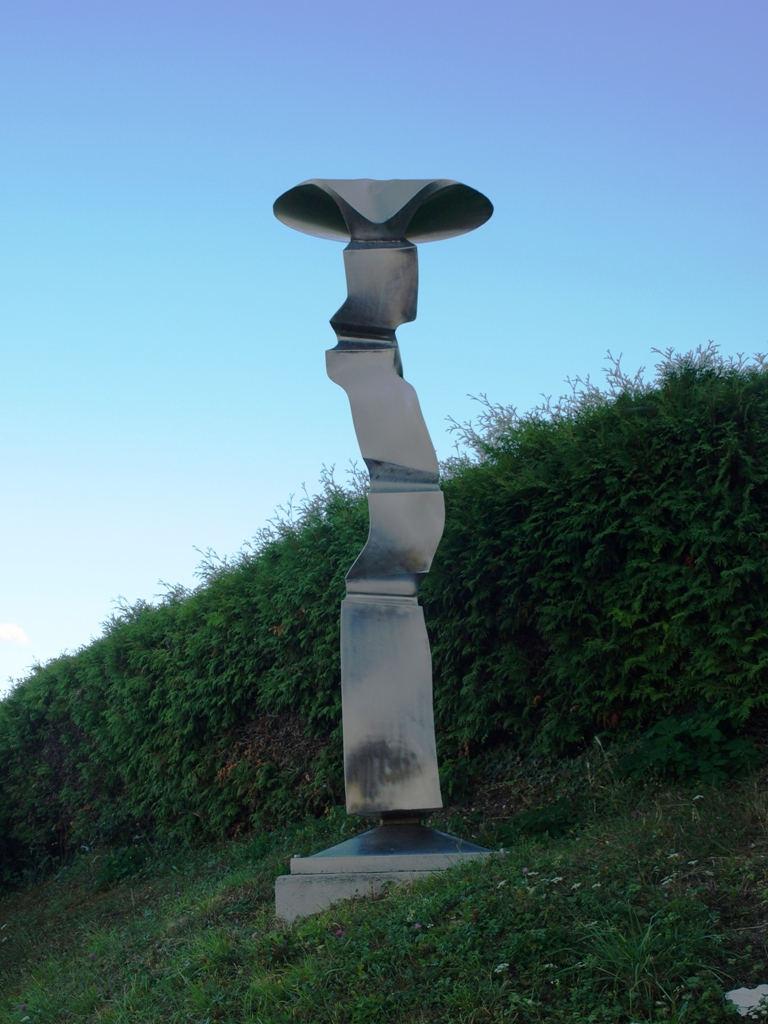
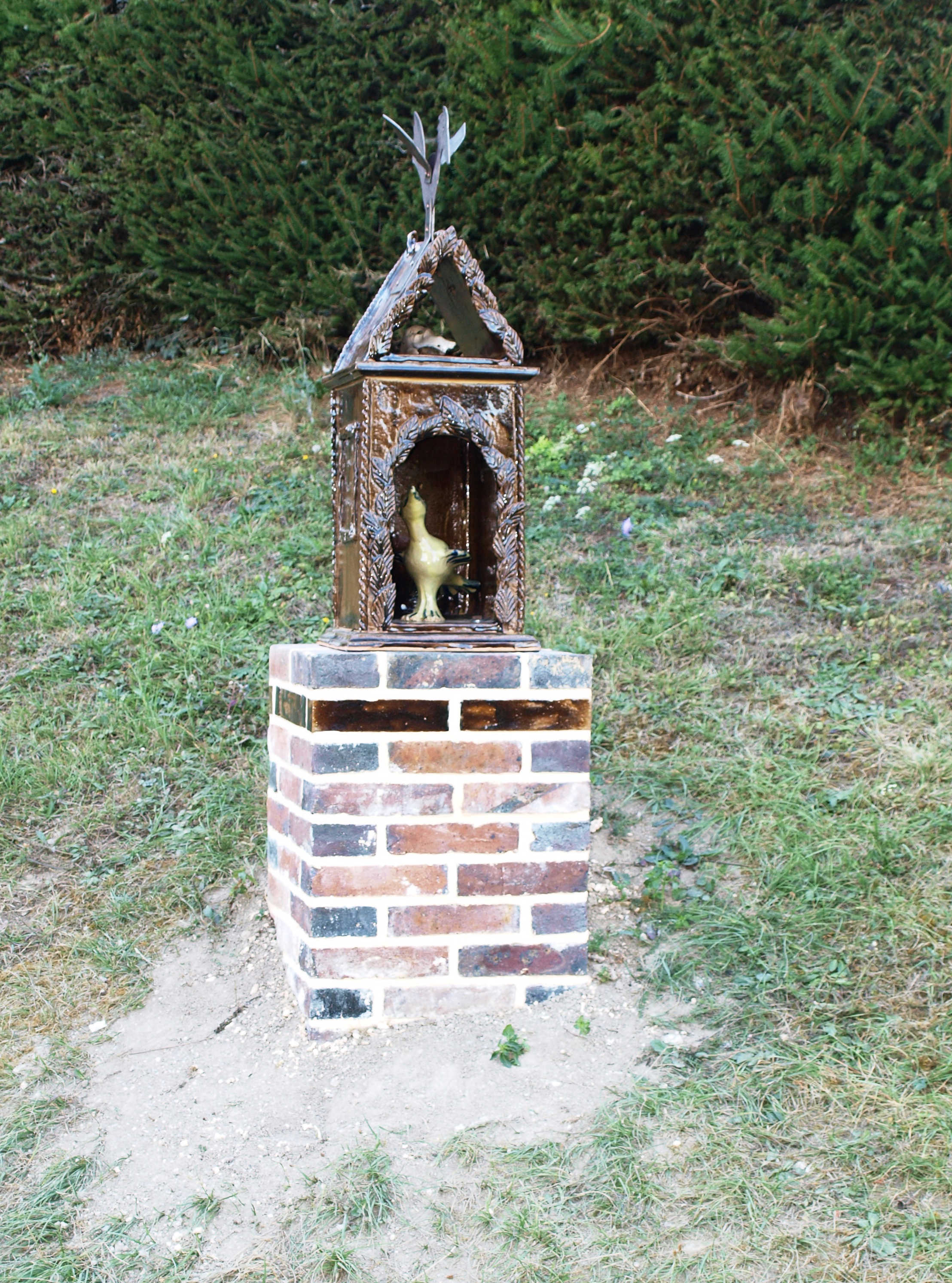
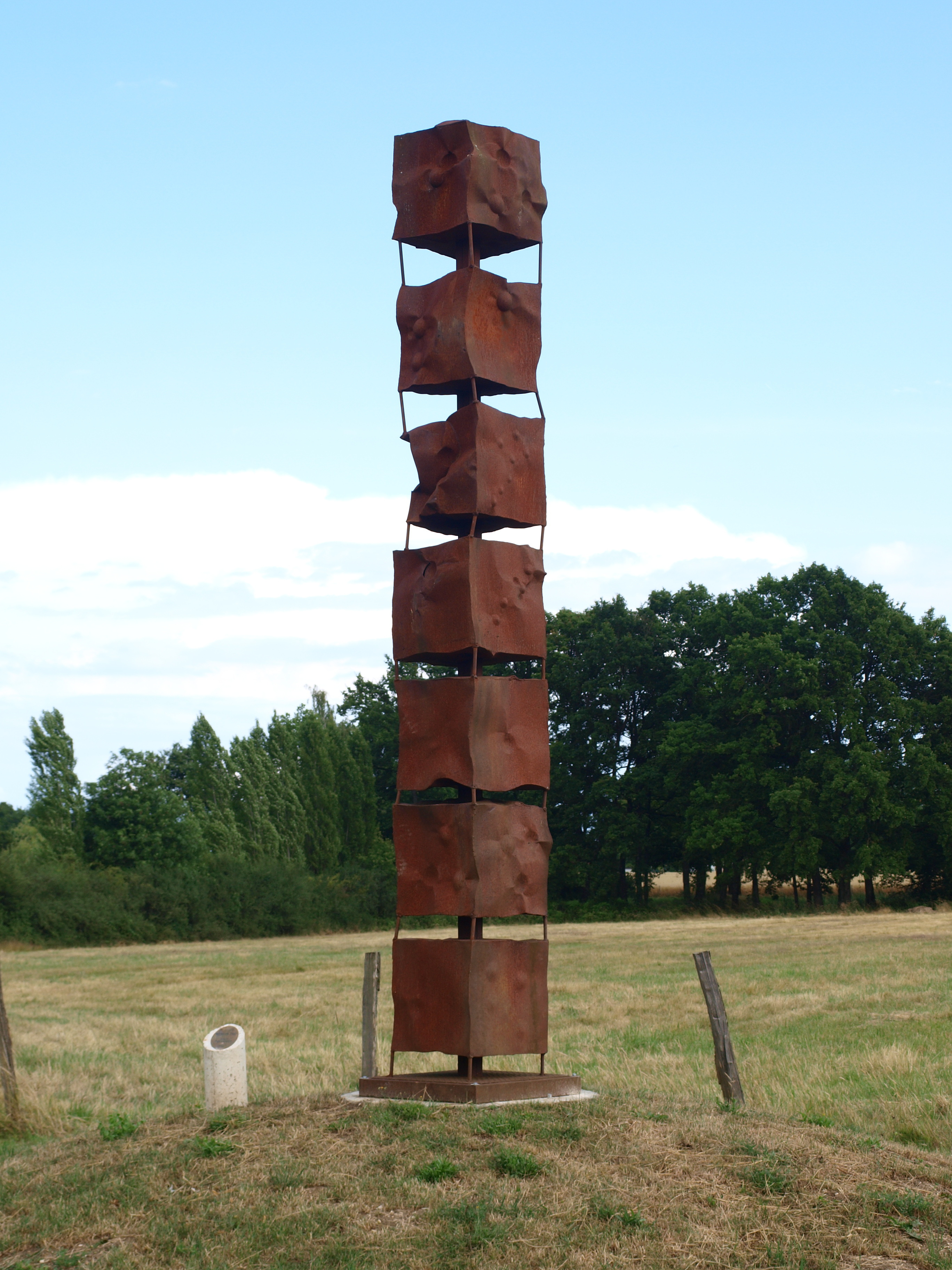

- Le musée Jean Larcena : un musée consacré à son œuvre et à sa mémoire accueille également des expositions temporaires[33].
- Les bornes cisterciennes, de nos jours[Quand ?] encore nombreuses, délimitaient la paroisse[1]. La géobiologie permet de déterminer à leurs emplacements l'existence de failles souterraines ou d'un ou plusieurs cours d'eau souterrains, doublés d'un croisement de réseaux telluriques[34]. L'amicale des Pas Pressés Saint Aubinois les a recherchées, restaurées, mises en valeur et les présente dans un petit fascicule de 21 pages incluant de nombreuses photos, disponible en ligne[1],[35].

### L'église Saint-Aubin-et-Saint-Léonard

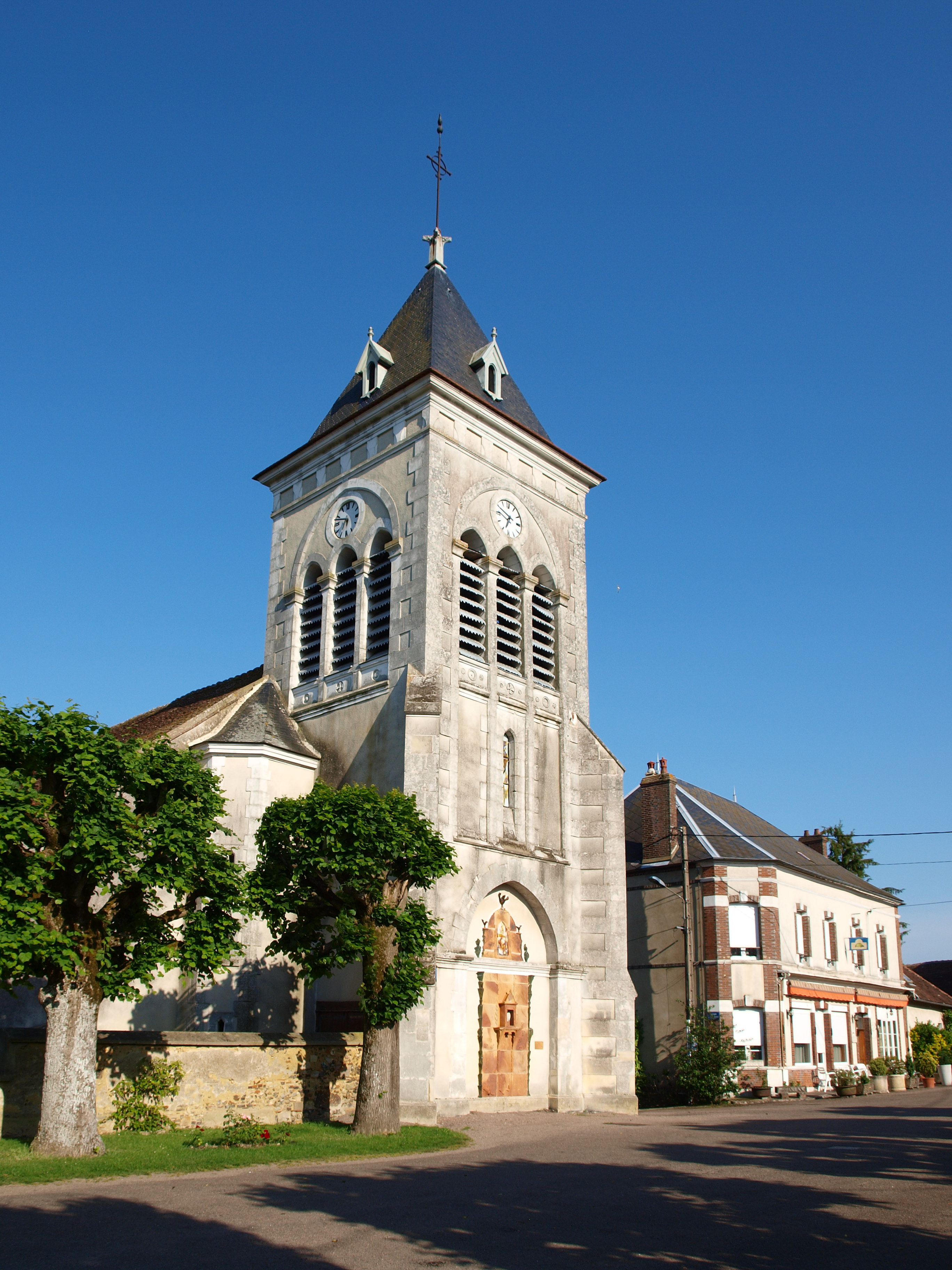
L'église Saint-Aubin-et-Saint-Léonard.

L'église Saint-Aubin-et-Saint-Léonard est composée d'une nef principale avec voûte de bois en berceau du XVe siècle, d'une nef latérale voûtée d'ogives (pendentifs), d'une abside à 3 pans XIIIe siècle, de baies cintrées, de travées ogivales XVIe siècle et d'un clocher-porche de 1870.
Elle possède plusieurs objets classés "monuments historiques" en tant qu'objets :
- un bénitier en pierre du XIIIe siècle[36]
- un retable de la Cène daté de la fin du XVIe siècle[37]
- une statue de saint Aubin du XVIIe siècle[38], des statues de saint Léonard[39], saint Antoine[40] et le Christ en croix[41] datant du XVIIe siècle.

L'église est ornée par les verrières représentant :
- une Annonciation dans le style du XVe siècle, offerte en 1865 par Charles Bazin et sa femme[42].
- Saint Charles Borromée donnant la communion aux pestiférés de Milan, exécuté en 1894 par Julien Nicolas Ludovic Latteux et Gabriel Boniface Bazin, atelier au Mesnil-Saint-Firmin dans l'Oise[43].

Église Saint-Aubin-et-Saint-Léonard de Saint-Aubin-Château-Neuf
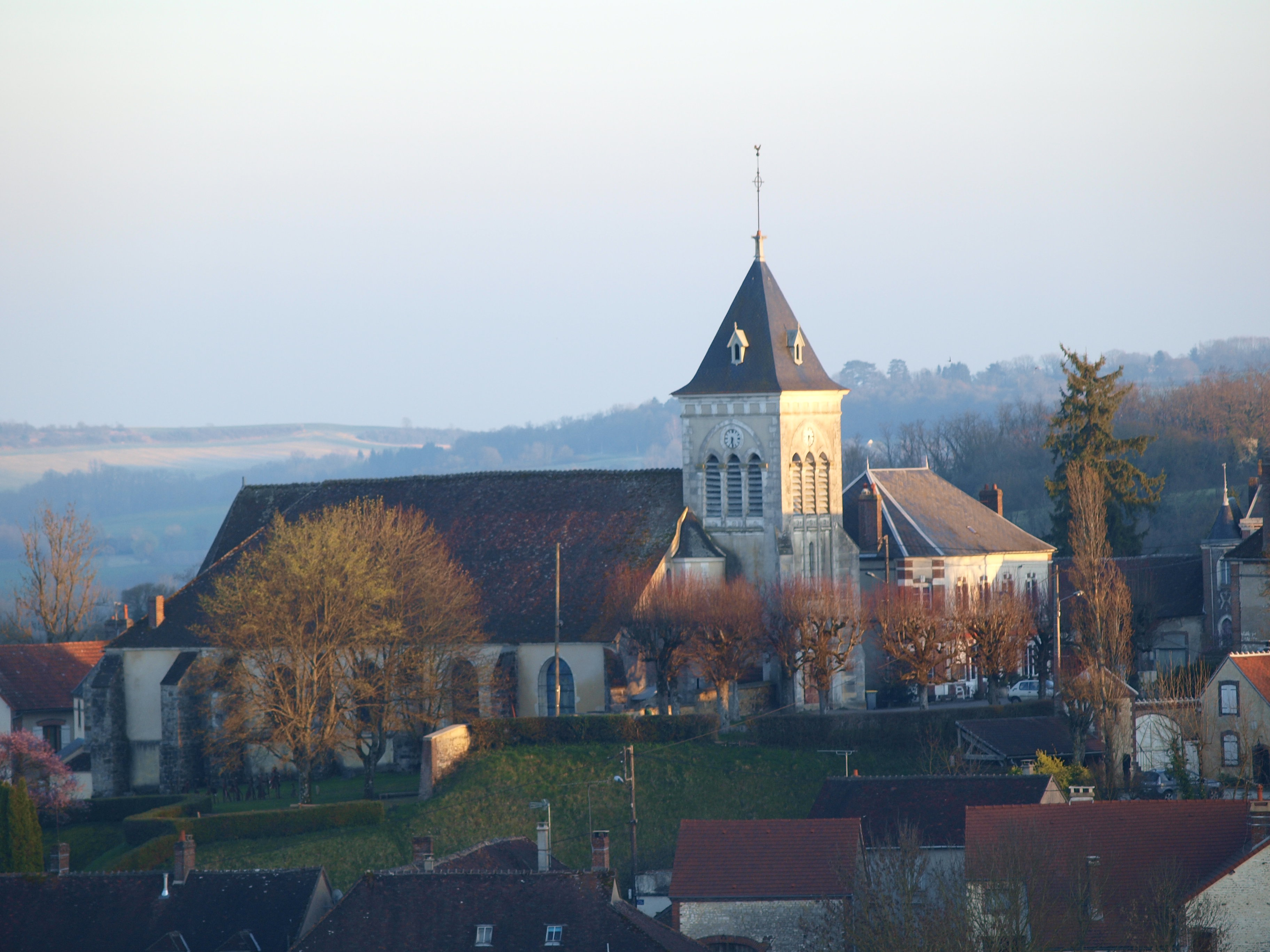
Vue du nord depuis la rue Chaude (D219)
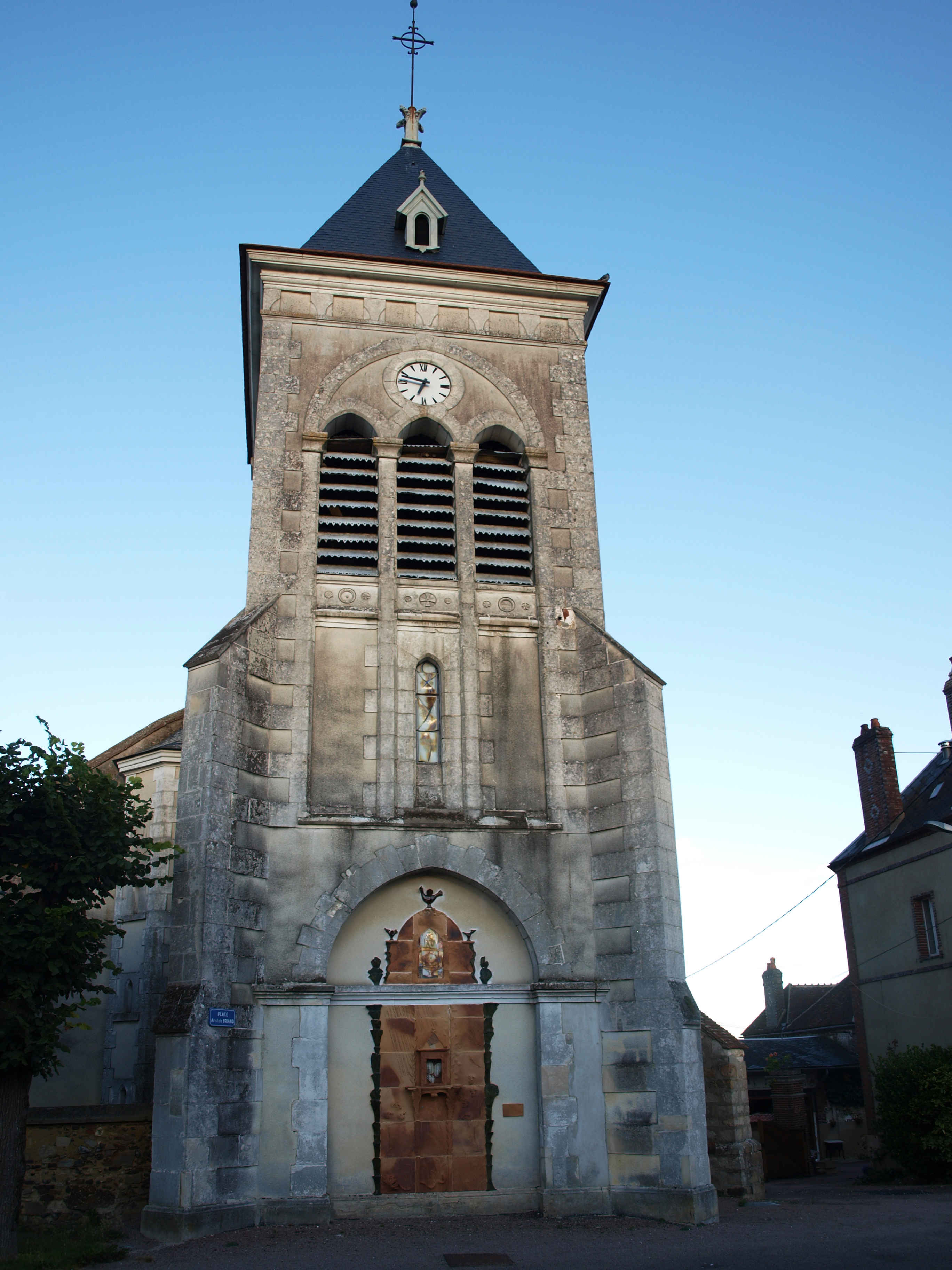
Façade (côté ouest). Clocher-porche et portail principal, panneau monumental[44] et, au-dessus, vitrail par Lionel Regnier
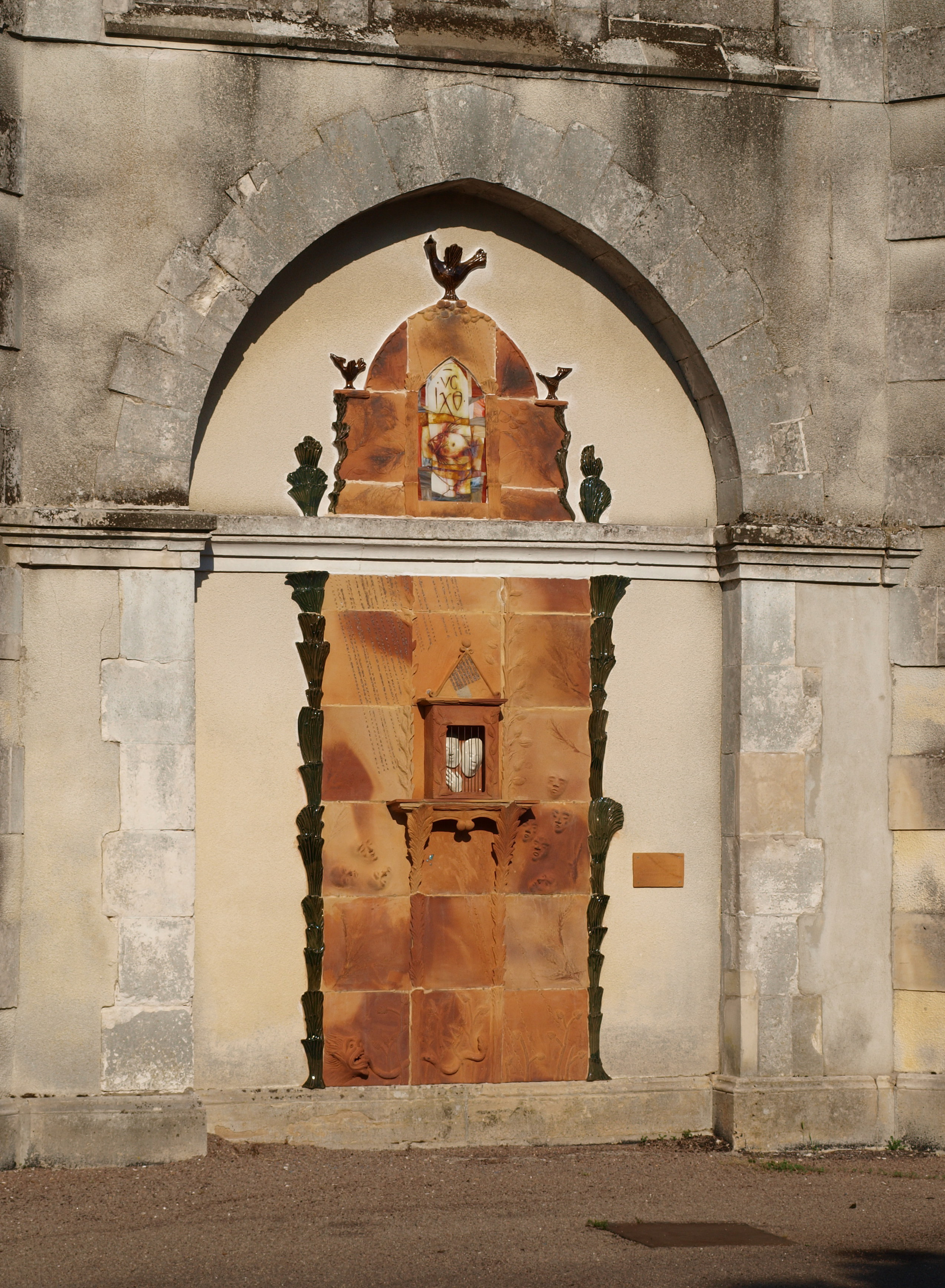
Hommage à Saint-Aubin-Saint-Léonard, panneau monumental par Jean-Michel Doix et Marie-Lucie Trinquand
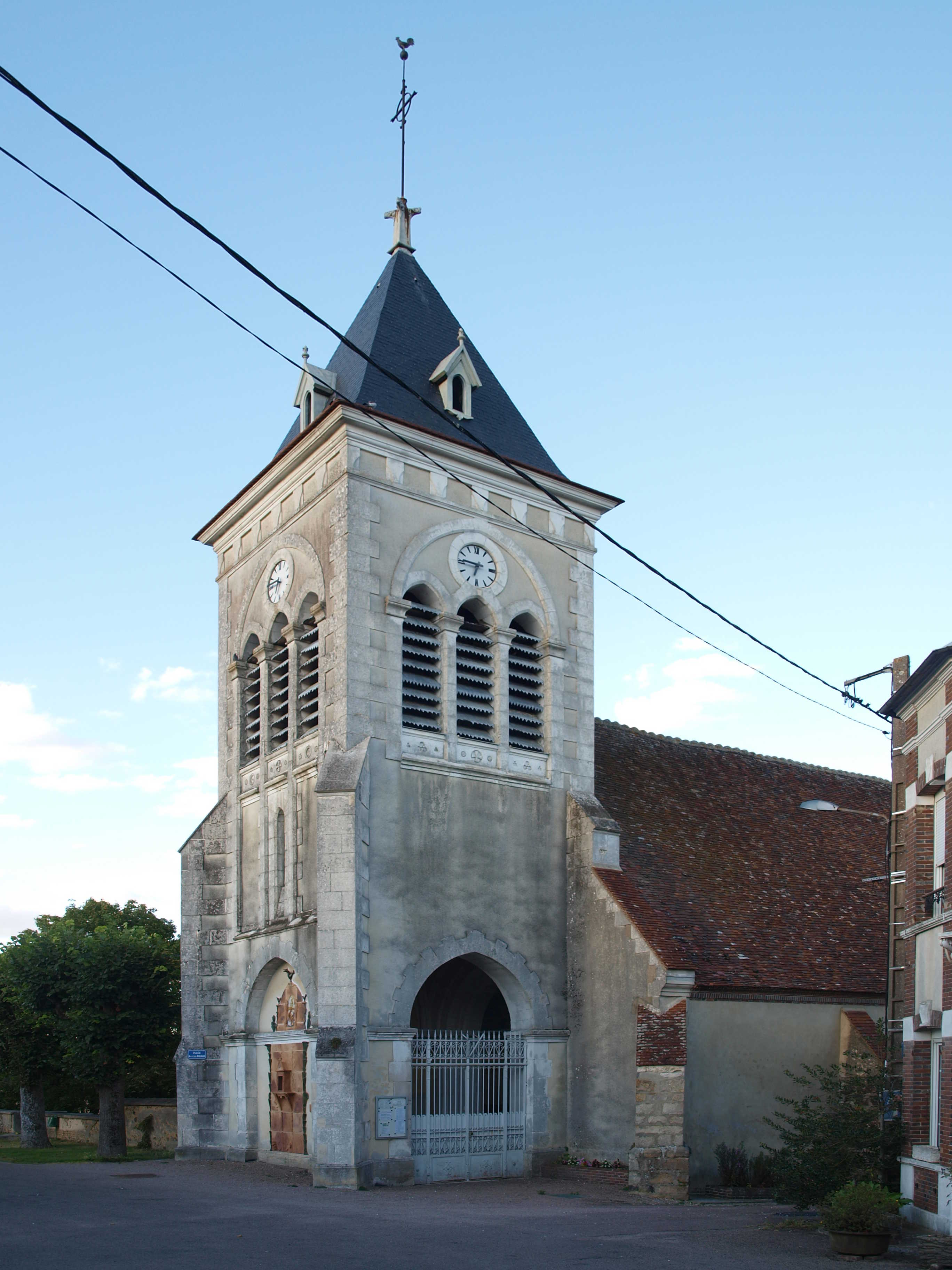
Clocher-porche, vue latérale
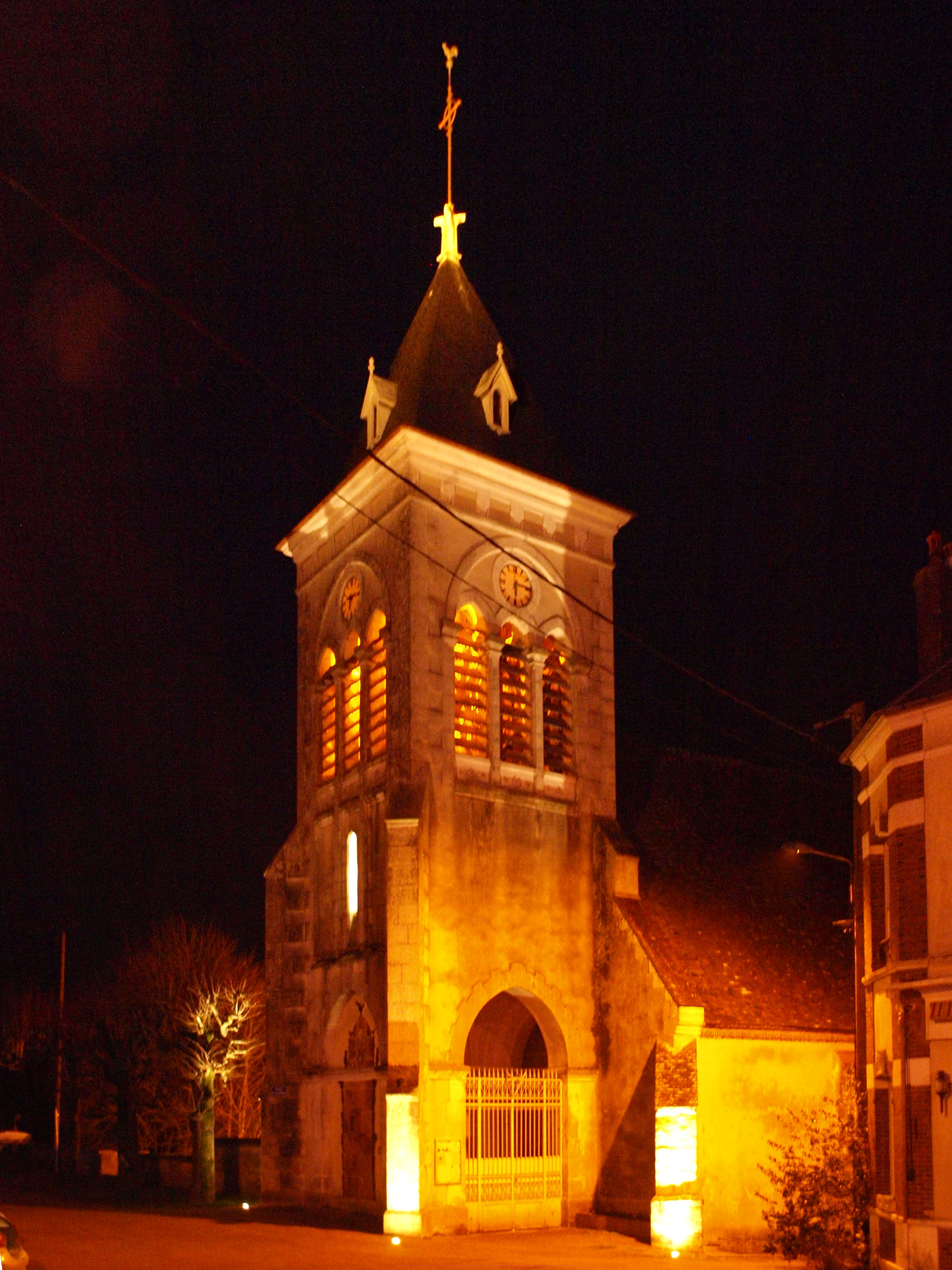
L'église sous éclairage de fête, façade...
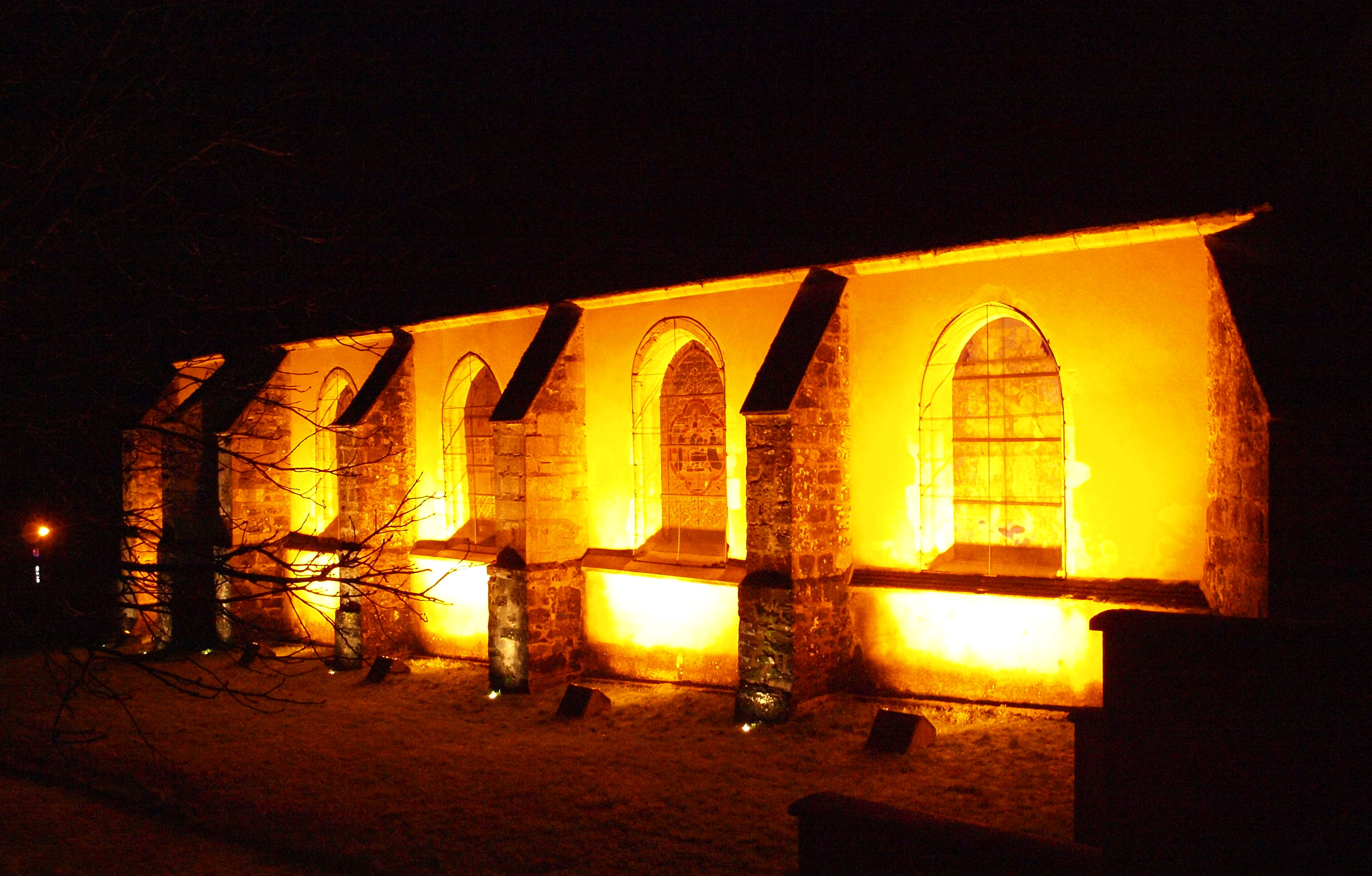
... et flanc nord.
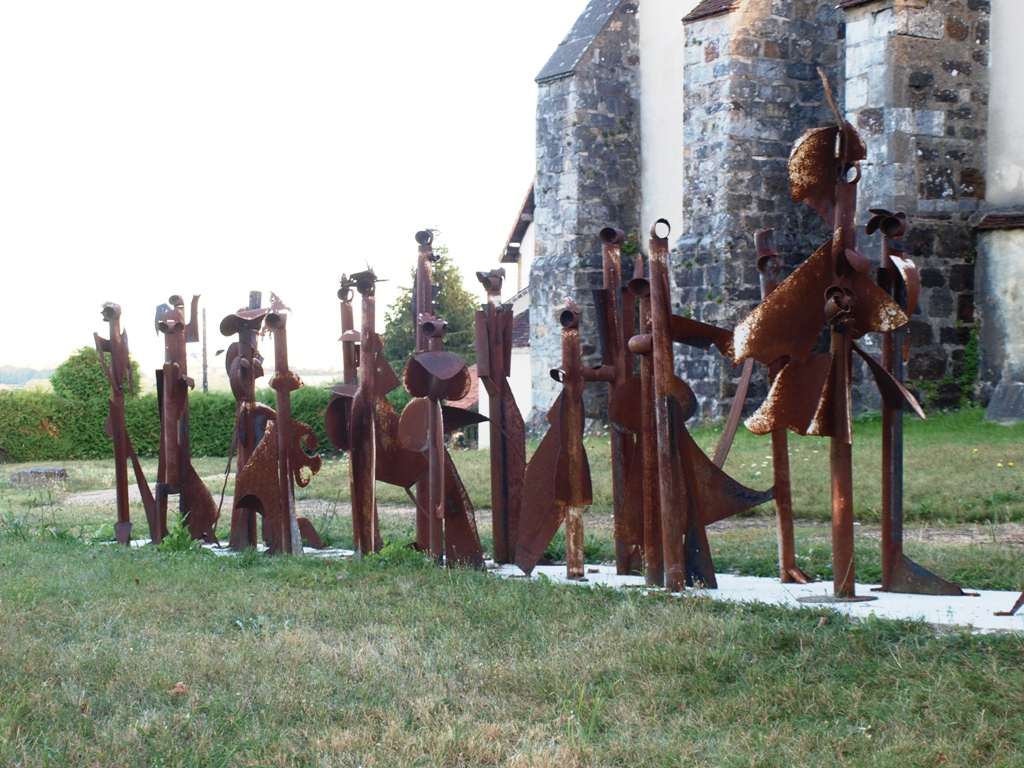
Groupe de statues contemporaines : La noce, par Jean-Claude Delagneau. Côté nord de l'église

L'église Sainte-Croix abrite aussi un vitrail notable : Saint Claude, Éducation de la Vierge, de la 2e moitié du XIXe siècle (après 1862), offerte par Claude Leclerc et son épouse Anne Roslin de Fourolles,.

### Les châteaux
Le château de Fourolles, au hameau du Buisson-Saint-Vrin, est au Moyen Âge un fief en lieu franc. Il inclut le logis et les communs entourés de douves. Daté du XVIIe siècle, il a été construit sur l'emplacement d'un édifice existant déjà au XIIe siècle. Il a été partiellement inscrit monument historique le 17 février 1989 pour les façades du château et des communs, l'escalier, la toiture et les douves. Antoine de La Salle et Soufflot de Magny y séjournèrent.
Le parc du château de Beaurin est inscrit au pré-inventaire des jardins remarquables pour son allée et sa pièce d'eau.
Le château de Froville ou Frauville est de nos jours constitué d’un bâtiment dans le style de la fin XVIIIe siècle, construit sur une plate-forme entourée par les anciennes douves de plus de dix mètres de large et qui sont maintenant[Quand ?] à sec. Les fossés, de forme très régulière, ont été maçonnés à silex et mortier. À l'est devant le château on peut voir encore[Quand ?] esquissée la base d'une tour qui apparaissait sur le cadastre de 1832. La partie située sous les logis semble plus ancienne. Le cadastre indique deux enceintes de fossés en eau : celle encerclant le château et une autre entourant les communs, d'une largeur bien plus modeste d’environ cinq mètres. L'entrée de la plate-forme du château se fait par le sud. Le bâtiment des communs, en forme de U, est flanqué, sur le cadastre, d'une tourelle à son angle sud-ouest[réf. souhaitée].
Le parc du château de Froville est inscrit au pré-inventaire des jardins remarquables pour son étang, son verger et son jardin.
Il est fait une première fois mention de « domaine de Fumeraut » lorsque le roi des Francs Louis VI le Gros (1108 à 1137) l’offre à son fils cadet Pierre Ier de Courtenay. Le parc du château de Fumerault est inscrit au pré-inventaire des jardins remarquables pour sa pièce d'eau.

## Rassemblement des «Saint-Aubin» en 2005
Il existe 77 Saint-Aubin en France, Belgique et Suisse. En été 2005 à Saint-Aubin-Château-Neuf au moulin du Berceau, a eu lieu le seizième rassemblement de Saint Aubinois de toutes provenances, habitants et commerçants vivant dans des communes dont le nom comprend « St-Aubin » (telles que Saint-Aubin-en-Chalosse (Landes), Saint-Aubin de Cadelech (Dordogne), etc).

## Personnalités liées à la commune
Robert Falcucci (1900-1989), peintre, illustrateur et affichiste, vécut à Saint-Aubin-Château-Neuf dans une maison revêtue d'une plaque qui en fait mémoire, située dans la ruelle qui porte aujourd'hui son nom.

## Environnement
Un jardin-rucher écologique a été créé en 2010.
La commune inclut trois ZNIEFF :
- la ZNIEFF des étangs et forêts du Gâtinais sud oriental[52],[note 5], qui vise ici un habitat d'eaux douces stagnantes ; les autres habitats inclus dans la zone sont des eaux courantes, des prairies humides et mégaphorbiaies, et des bois.
- la ZNIEFF des vals de l'Ocre et du Tholon (815,46 ha sur 14 communes)[53]
- la ZNIEFF de la Forêt de Saint-Maurice-le-Vieil et rivière le Tholon[54]

Par ailleurs, il existe un arrêté de protection de biotope pour le « Site à écrevisses du ruisseau d'Ocre », regroupant 53 ha sur les communes de Saint-Aubin-Château-Neuf, Saint-Martin-sur-Ocre et Saint-Maurice-le-Vieil.
La zone humide du moulin du Berceau est alimentée par plusieurs sources.